# Esistenza di Dio

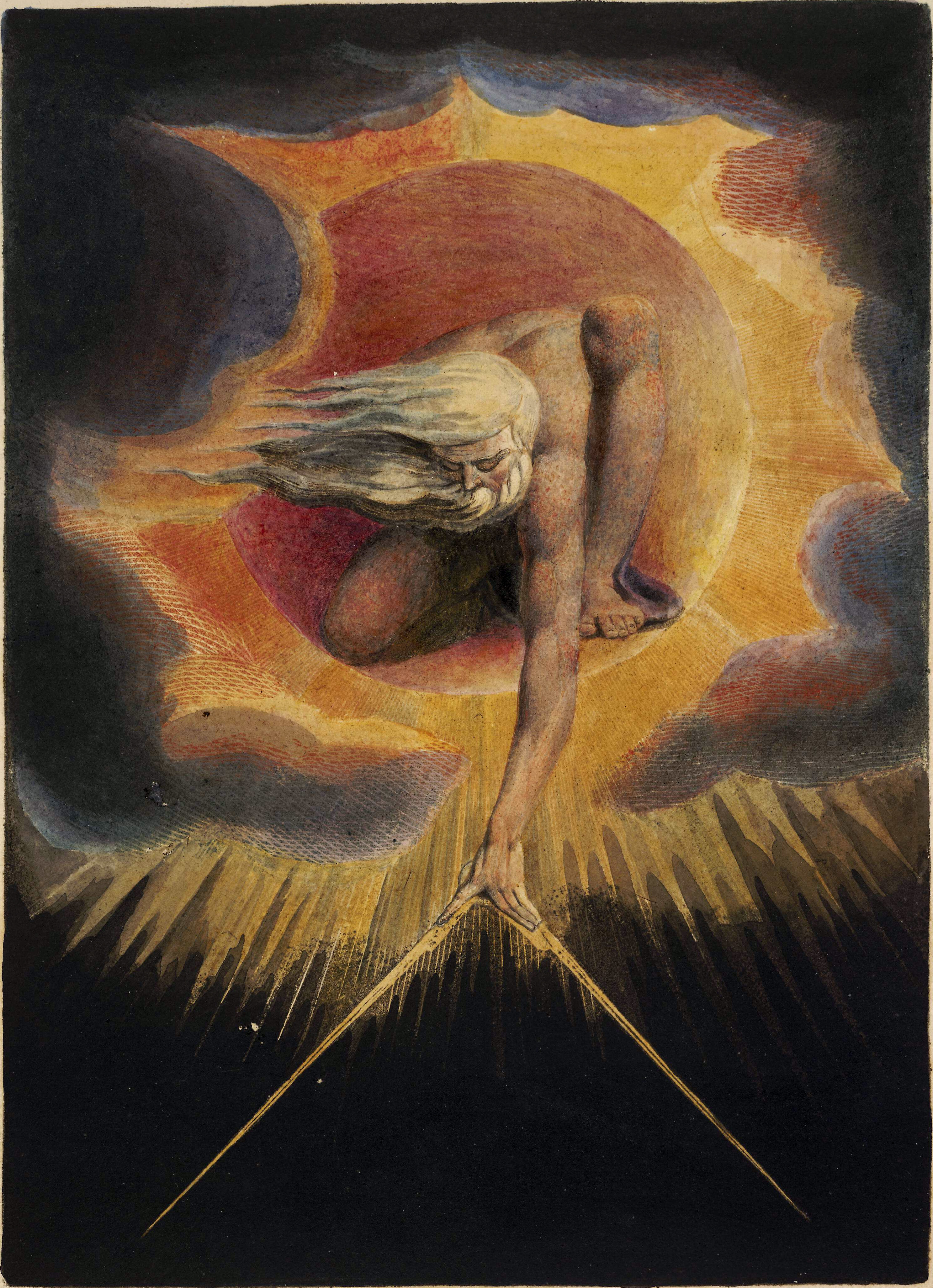
William Blake, The Ancient of Days, 1794, acquaforte/acquerello, 23,3 × 16,8 cm, British Museum, Londra

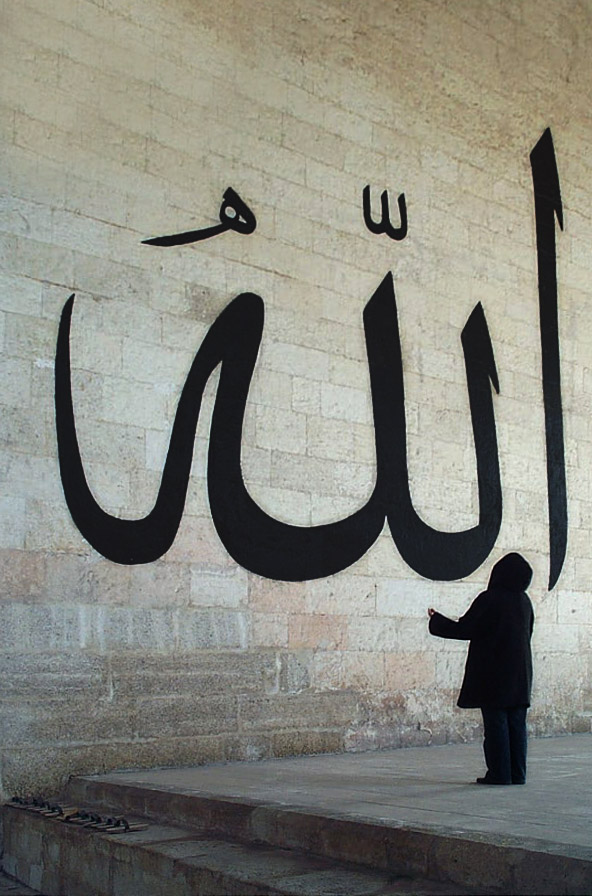
Il nome di Allah iscritto all'esterno di una moschea di Edirne, in Turchia. Nella religione islamica è ammessa un'unica rappresentazione artistica di Dio: la scrittura del suo nome.

L'esistenza di Dio costituisce una delle fondamentali questioni aperte della filosofia e in particolare della metafisica.
La teologia si occupa fin dai tempi della Grecia antica della natura e delle opere di Dio o degli dei. Le diverse teologie hanno tentato di spiegare in vario modo l'origine della fede in Dio facendo riferimento, per esempio, al ragionamento, alla rivelazione soprannaturale o alla libera scelta del singolo. Un esempio della prima posizione è la teologia cattolica, che nella linea di Tommaso d'Aquino ritiene l'esistenza di Dio tutt'altro che auto-evidente alla ragione, ma cui la ragione può giungere in seguito a un ragionamento fondato su argomenti naturali, ovvero non rivelati (cfr. Teologia fondamentale). Un esempio della seconda è il luteranesimo, che conta sul principio dei cinque sola per giustificare la credenza in Dio.
Particolarmente nell'età contemporanea (anche se non mancano spunti nel mondo antico) alcuni filosofi hanno teorizzato, usando varie argomentazioni razionali, l'inesistenza di un dio (ateismo). Spesso hanno difeso questa loro tesi in opposizione alle tradizionali ontologie teistiche alla base di metafisiche fisicalistiche, spiritualistiche o umanistiche.

## Questioni preliminari

### Definizione dell'esistenza di Dio
In Occidente, il termine Dio si riferisce tipicamente al concetto monoteistico di un essere supremo, ovvero un essere del quale non si può pensare nulla di più grande secondo la definizione di Anselmo d'Aosta: Deus est ens quo nihil maius cogitari potest.. Una definizione comune in questa tradizione afferma che Dio possiede ogni perfezione possibile incluse qualità quali onniscienza, onnipotenza e una perfetta benevolenza. Comunque, questa definizione non è l'unica possibile. Le religioni politeistiche usano la parola Dio per diversi esseri che sono tutti ritenuti come esistenti.
Alcune mitologie, come quelle di Omero e Ovidio, ritraggono questi dei che discutono, ingannano e si combattono l'un l'altro. Il periodo di tempo in cui avvengono questi conflitti (ad esempio, i dieci anni della guerra di Troia) implica che nessuna di queste divinità è onnipotente e particolarmente benevola. La metafisica panteista si fonda sui due concetti teoretici di origine e di causa.
Molti panteisti hanno utilizzato ed utilizzano nomi diversi da "dio" connotando e nominando il principio-origine-causa come Essere, Logos, Ragione, Intelligenza, Spirito, Assoluto ecc.
Un modo per stabilire la validità di una qualsiasi argomentazione riguardo all'esistenza di Dio è quello di esaminare le caratteristiche di Dio nel senso generale, salvo poi entrare nello specifico per ogni religione, fede o credenza. Un approccio a questo problema seguendo le opere di Ludwig Wittgenstein potrebbe essere quello di estrarre una definizione di "Dio" dal modo in cui viene utilizzata questa particolare parola. Come usiamo la parola "dio" o "dei"? Questa linea di ragionamento incontra immediatamente dei problemi se cerca di dare una nozione universale di "Dio" poiché tale parola (e il suo equivalente nelle altre lingue) è stata usata in modi molto differenti lungo tutto il corso della storia umana.

#### Filosofia greca

##### Dio secondo Platone
Platone non ha una vera e propria concezione di Dio come la intendiamo noi al giorno d'oggi, egli ci parla di un mediatore, di un plasmatore: il Demiurgo. Il Demiurgo si trova sospeso tra il mondo delle opinioni (ovvero il nostro) e il mondo delle idee (l'iper-uranio), il suo compito è proprio quello di rendere possibili le idee dell'iper-uranio nel mondo delle opinioni. Egli dunque plasma queste idee e le rende conoscibili a noi sotto forma di un elaborato più semplice e dunque di meno importanza. Tutto ciò che esiste nel nostro mondo infatti non è che una copia, una mimesi, dell'iper-uranio.

##### Dio secondo Aristotele
Quando noi usiamo l’espressione “l’uomo”, la usiamo per riferirci alla specie umana, a tutti gli uomini; così quando Aristotele dice “il Dio”, si riferisce alla specie di altri essere viventi: gli Dèi. 
Per Aristotele gli Dèi sono necessari per spiegare i movimenti dei corpi celesti, poiché l’universo è diviso in due grandi zone: la Terra e il cielo. Tutto ciò che succede sulla Terra, nel mondo sublunare, sono vari movimenti che hanno la loro causa nel moto di un altro corpo; in cielo si trovano altri corpi come il sole, le stelle, la luna e gli altri pianeti che girano intorno alla Terra. Secondo Aristotele, questi corpi girano da sempre e per sempre intorno alla Terra. Dato che il loro movimento è eterno, essi richiedono una causa eterna immobile. Al vertice dei vari motori celesti sta un Primo mobile che è attratto dal Motore immobile come sua causa finale.
La prima prova aristotelica dell'esistenza di Dio è quindi il fatto che il divenire richiede un motore immobile; la seconda è che l'ordine dell'universo necessita di un'Ordinatore supremo.

#### Religioni abramitiche

##### Dio secondo l'ebraismo
(S. N. Eisenstadt, Civiltà ebraica. L'esperienza storica degli Ebrei in una prospettiva comparativa, p. 27, Donzelli editore, Roma 1993, ISBN 88-7989-030-1)
La definizione di Dio nell'ebraismo è estremamente rigida; gli attributi che contraddistinguono il Dio d'Israele dalle altre divinità sono contenuti per la maggior parte nel libro dell'Esodo, dove si narra che egli intervenne designando Mosè come suo profeta e guida del popolo ebraico per liberarlo dalla schiavitù in Egitto.

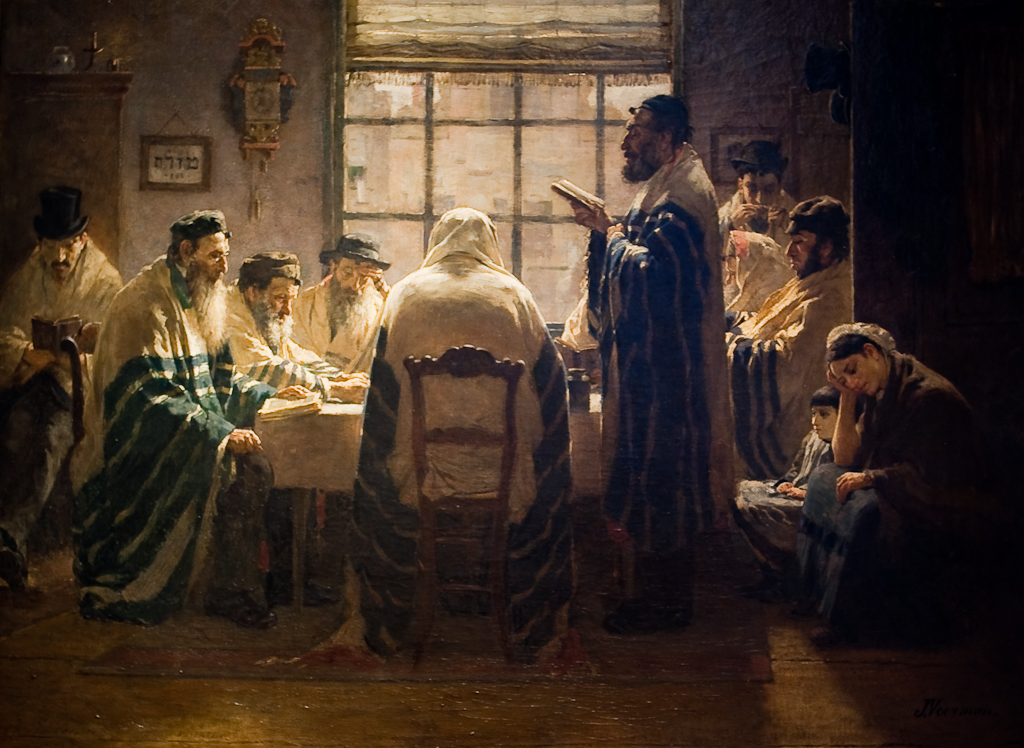
Ebrei in preghiera ritratti da Jan Voerman (1884 circa), Joods Historisch Museum, Amsterdam

Esodo, insieme agli altri quattro libri principali della Bibbia ebraica, costituisce la Torah, cioè il Pentateuco, dove sono contenuti tutti gli ordini, le prescrizioni e le proibizioni divine della religione degli ebrei. I Dieci comandamenti sono il nucleo fondamentale della Legge donata da Dio a Mosè secondo l'Esodo, che in totale consiste di 613 regole.
Il monoteismo assoluto degli ebrei è l'elemento più importante della loro identità etnico-religiosa. Oltre a questo, Dio per gli ebrei è trascendente, immateriale e invisibile (quindi anche impossibile da raffigurare in una qualunque maniera); onnisciente, onnipotente e onnipresente; geloso e benevolo, sovrano e giudice, severo ma misericordioso, Dio per gli ebrei è il sommo regnante, creatore e legislatore dell'universo.
La sua esclusività impone al popolo ebraico di non adorare niente e nessun altro all'infuori di lui, e ciò rende il loro rapporto stretto da un forte legame non solo di alleanza, ma anche di appartenenza.

##### Dio secondo il cristianesimo
Dio, secondo il cristianesimo, non è conoscibile dall'uomo, se egli stesso non si rivela a lui. Secondo il cattolicesimo, l'uomo può arrivare a provare l'esistenza di Dio attraverso percorsi filosofici e logici, ma non può comunque arrivare alla sua conoscenza con la pura ragione: usando le parole di Tommaso d'Aquino, la ragione può arrivare a conoscere il quia est di Dio («il fatto che Egli è») ma non il quid est («che cosa è»), che è oggetto di mistero della fede; per sapere "chi" è Dio occorre il dato della Rivelazione. Dio si è rivelato agli uomini «nei tempi antichi molte volte e in diversi modi ai padri per mezzo dei profeti» e in generale nella storia di Israele, testimoniata dalla Bibbia.
La piena e definitiva rivelazione di Dio si è avuta con Gesù Cristo, poiché egli è al tempo stesso Figlio di Dio (e dunque Dio egli stesso) e uomo per effetto dell'incarnazione.

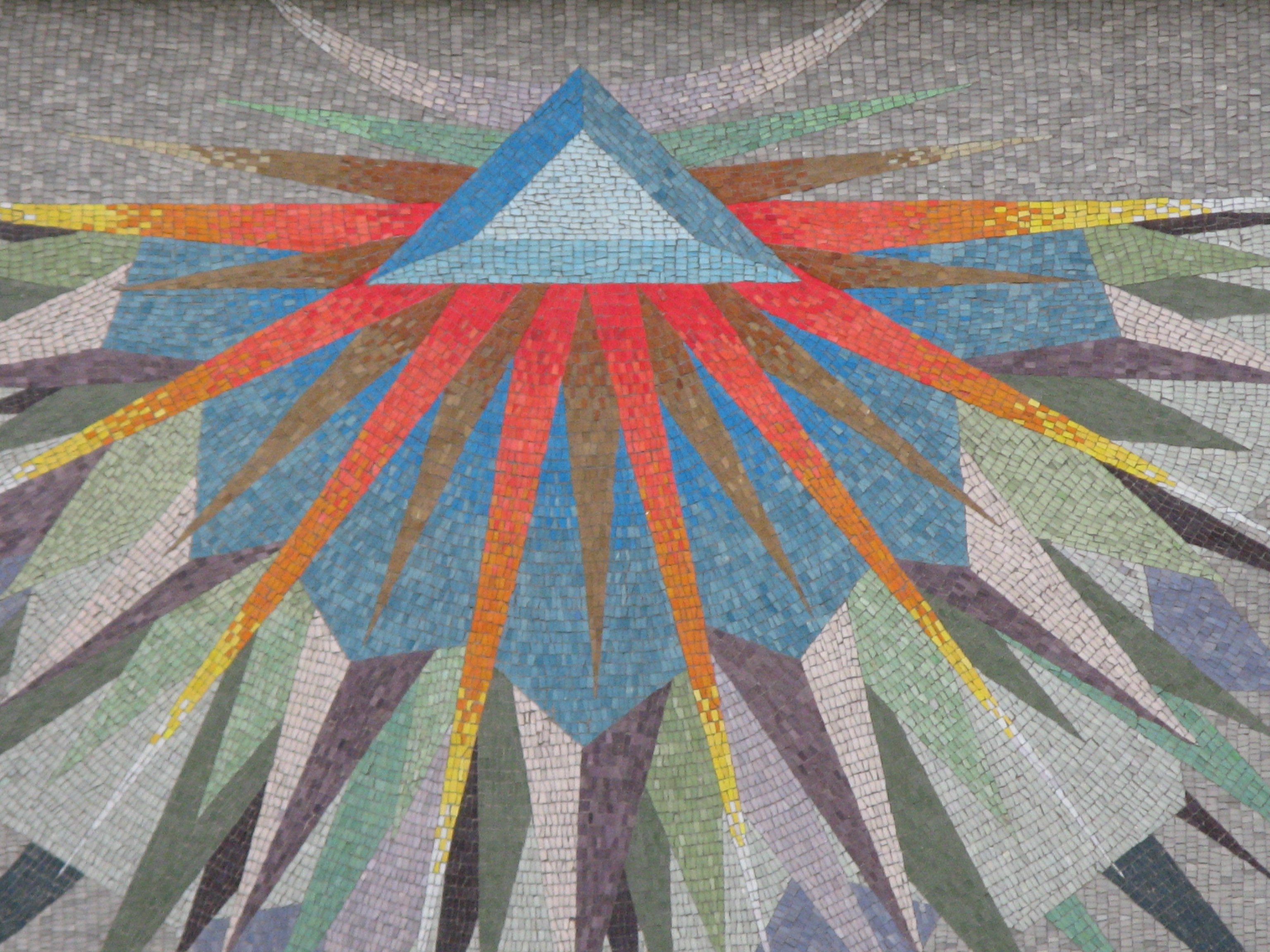
Dio Padre in un mosaico a Wieden, Vienna

Tale rivelazione è stata tramandata nei Vangeli e in generale nel Nuovo Testamento, ed approfondita nella riflessione successiva. Dio secondo la religione cattolica è dunque (primo dogma) Uno e Trino, una Sostanza in tre Persone, Padre, Figlio e Spirito Santo. Il Padre e il Figlio, l'Essere e il Pensiero (il Logos) sono in una reciproca dimensione relazionale di amore, espressa (e personificata) dallo Spirito Santo.
Dio è personale, eterno, onnipotente, onnisciente, perfettissimo, creatore dell'universo, provvidenza e salvezza degli uomini, creature poste al vertice dell'ordine del creato. Il secondo dogma del Cristianesimo è la fede in Gesù Cristo, Figlio di Dio, Verbo eterno del Padre, che si incarnò in forma umana, nascendo dalla Vergine Maria. Dopo aver predicato l'amore infinito di Dio verso gli uomini, portò a compimento la sua missione con la sua passione e morte in croce. Il Padre lo resuscitò il terzo giorno (Pasqua di Risurrezione), aprendo agli uomini la possibilità della redenzione. Mandò poi lo Spirito Santo sui suoi discepoli, che formarono la Chiesa.

##### Dio secondo l'Islam
Il termine arabo Allah che designa il Creatore sia per l'Islam che per gli arabi cristiani, si traduce letteralmente in italiano "Dio".
Allah rappresenta l'esistenza eterna, suprema, onnipotente e onnisciente nell'Islam. Ha creato e continua a creare l'universo e tutto ciò che contiene.

#### Induismo

##### Advaita Vedānta

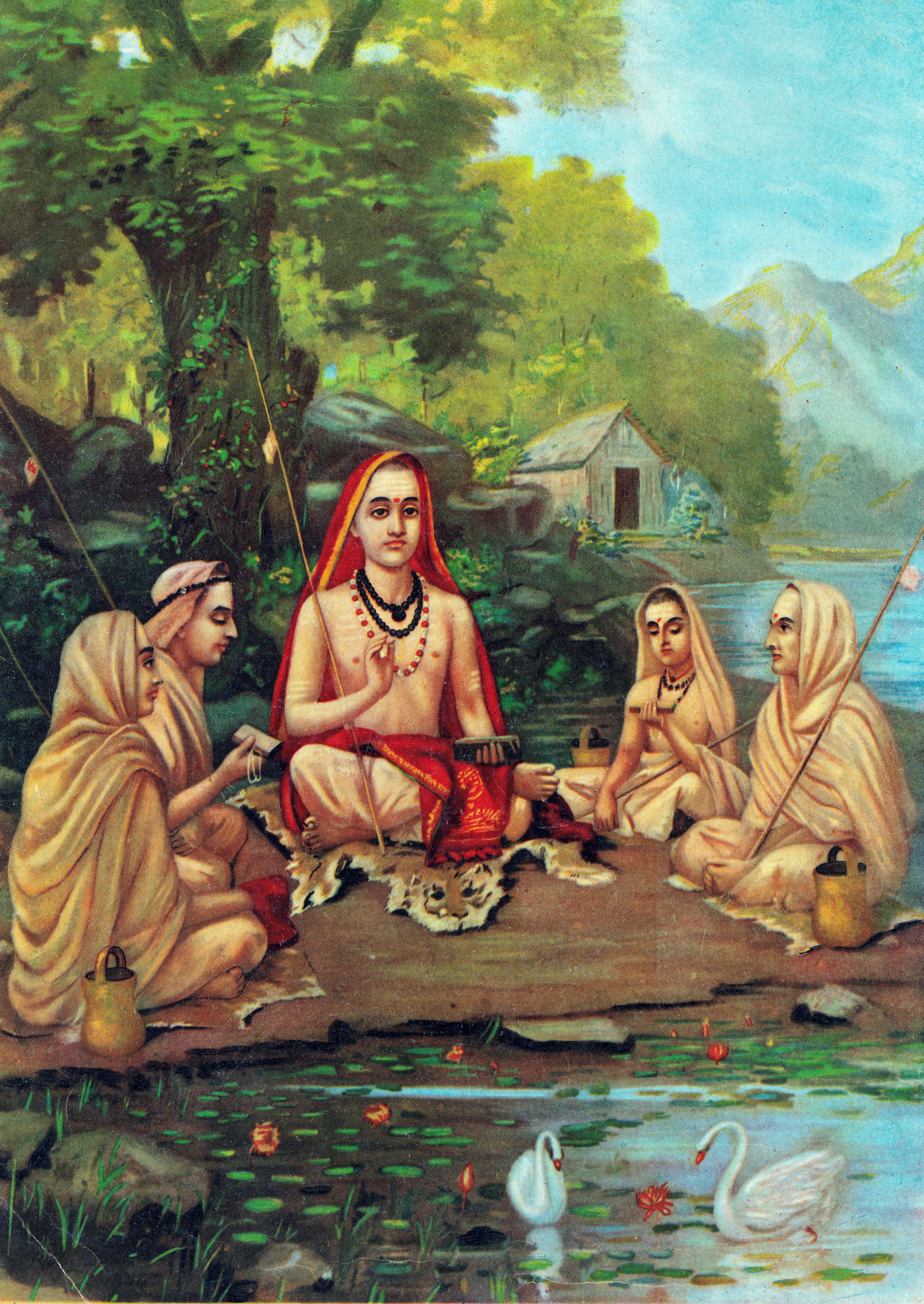
Adi Shankara con i Discepoli, dipinto di Raja Ravi Varma (1904)

Nella religione induista, secondo la filosofia della scuola monista dell'Advaita Vedānta, la realtà viene in ultima analisi vista come un essere singolo, senza qualità, immutabile, eternamente beato e completo, chiamato Brahman (o nirguna Brahman, ossia Brahman senza attributi). Il Brahman, pur essendo immanente in tutta la manifestazione, viene visto come qualcosa che sta al di là della comprensione umana, in quanto non possono esistere strumenti cognitivi adatti per comprendere il Brahman all'interno di qualsiasi forma di esistenza duale. L'unico modo che l'uomo ha per comprendere il Brahman, infatti, è riscoprire di essere lui stesso il Brahman.
Quello che percepiamo ordinariamente, ovvero un mondo composto da molti aspetti (dai più grossolani a più sottili), è dovuto all'illusione ed è difficile, se non impossibile, emanciparsi dall'illusione e concepire il nirguna Brahman. Per rendersi accessibile agli esseri, alla nascita dell'universo si manifestò come Īśvara (o Saguna Brahman, ossia Brahman con attributi), cioè l'aspetto personale di Dio, il Dio con una personalità e degli attributi, che si mostra ai suoi devoti sotto infinite forme. A Ishvara, a sua volta, vengono ascritte qualità come onniscienza, onnipotenza, e benevolenza.

#### Fede Bahá'í
Bahá’u’lláh, fondatore della Fede Bahá'í, evidenzia il concetto che Dio nella Sua essenza è inconoscibile per tutte le Sue creature. Sebbene Dio sia inaccessibile nella Sua essenza, tuttavia l’uomo ha la capacità di conoscerLo. Può conoscerLo attraverso la ragione, che gli consente di formulare prove razionali della Sua esistenza; attraverso l’osservazione, che gli consente di scoprire le Sue tracce nell’universo fisico e nella storia umana; e attraverso l’intuizione e la fede, che gli consentono di percepire la Sua esistenza e di confermare i risultati ottenuti con la ragione e l’osservazione. Nasce così la «scienza della Divinità», un insieme di «prove intellettuali… basate sull’osservazione e sull’evidenza», che «forniscono una dimostrazione logica della realtà della Divinità, del fulgore della misericordia, della certezza dell’ispirazione e dell’immortalità dello spirito» . Nel Kitáb-i-Íqán, la principale opera teologica baha’í, Dio viene descritto come “Colui Che è l’Orbe centrale dell’universo, sua Essenza e suo Fine ultimo”  Bahá’u’lláh insegna che Dio non è mai stato e mai sarà direttamente conoscibile ai comuni mortali, ma che i suoi attributi le sue qualità e i suoi insegnamenti si possono apprendere, e si sono gradualmente evoluti nella nostra comprensione, tramite le  sue manifestazioni divine (che nella teologia bahá’í sono ravvisabili lontanamente anche negli avatar induisti o nei profeti antecedenti Abramo). Le più recenti e tuttora onorate e amate manifestazioni sono i grandi profeti ed insegnanti delle principali tradizioni religiose e includono Krishna, Buddha, Zoroastro, Mosè, Cristo, Maometto, Bahá’u’lláh... La fede bahá’í è in sé prettamente monoteistica, predica dunque l’unità di tutte le religioni e insegna che queste antiche e  molteplici rivelazioni sono state necessarie per soddisfare i bisogni dell'uomo e dell’umanitá, furono adatte ai diversi tempi storici dello sviluppo umano e alle sue varie culture, e tutte loro fanno parte di un unico piano divino di rivelazione progressiva per l’educazione dell’umanitá.

##### Problema del sovrannaturale
Un problema immediatamente posto dalla questione dell'esistenza di un Dio è che le credenze tradizionali solitamente attribuiscono a Dio vari poteri sovrannaturali. Gli esseri sovrannaturali possono essere in grado di nascondere o rivelare se stessi per i loro scopi, come ad esempio nella storia di Filemone e Bauci. Le capacità sovrannaturali di Dio sono spesso offerte per spiegare l'incapacità dei metodi empirici di investigarne l'esistenza. Nella filosofia della scienza di Karl Popper, l'asserzione dell'esistenza di un Dio sovrannaturale sarebbe una ipotesi non falsificabile, e quindi chiusa all'investigazione scientifica.
I sostenitori del disegno intelligente credono che esistano prove empiriche che indicano l'esistenza di un creatore intelligente, anche se le loro asserzioni sono rigettate dalla comunità scientifica poiché il disegno intelligente si affida ad un ristretto insieme di argomenti correlati al problema della sintonia fine, che non sono ancora stati risolti con spiegazioni naturali. Il creatore implicato dal disegno intelligente equivale al negativamente connotato Dio dei vuoti. I positivisti logici, quali Rudolf Carnap e A. J. Ayer, vedono qualsiasi discussione sulle divinità come un vero e proprio nonsense. Per i positivisti logici e per gli aderenti a simili scuole di pensiero, affermazioni sulla religione o altre esperienze trascendenti non possono avere un valore di verità e vengono considerate come prive di senso.

### Epistemologia
La conoscenza, nel senso di "comprensione di un fatto o di una verità" si può distinguere in conoscenza a posteriori, basata sull'esperienza o la deduzione (cfr. Metodologia), e in conoscenza a priori derivante dall'introspezione, da assiomi o dall'autoevidenza. La conoscenza può essere descritta anche come uno stato psicologico, poiché in senso stretto non potrà mai esserci una vera e propria conoscenza a posteriori (cfr. Relativismo).
Gran parte del disaccordo circa le "prove" dell'esistenza di Dio è dovuto alle differenti concezioni non solo del termine "Dio" ma anche dei termini "prova", "verità" e "conoscenza". La credenza religiosa derivante dalla rivelazione o dall'illuminazione (satori) ricade nel tipo di conoscenza a priori. Conclusioni differenti circa l'esistenza di Dio spesso si fondano su criteri differenti nel decidere quali metodi sono appropriati per decidere se qualcosa è vero o no. Esempi sono:
- la logica conta come prova riguardante la qualità dell'esistenza?
- l'esperienza soggettiva conta come prova per la realtà oggettiva?
- possono la logica o la prova ammettere o escludere il sovrannaturale?

## Argomentazioni a favore dell'esistenza di Dio
Gli argomenti metafisici o ontologici sono quelli che nel tempo sono state proposte da diversi pensatori. Tra i più celebri proposti, vi sono l'argomento ontologico del Proslogion di Anselmo d'Aosta e le "cinque vie" di Tommaso d'Aquino, con le quali gli autori intendono provare l'esistenza di Dio come primo motore immobile, prima causa incausata, essere necessario, essere perfettissimo, sapientissimo ordinatore.

### Argomento ontologico di Anselmo d'Aosta
O forse non esiste qualche natura siffatta, poiché l'insipiente ha detto in cuor suo: Dio non esiste? Ma certamente quel medesimo insipiente, quando ode ciò che io dico, cioè qualcosa di cui non può pensarsi nessuna cosa maggiore, intende ciò che sente dire; e ciò che intende è nel suo intelletto, anche se egli non intende che ciò esiste. Altro infatti è che una cosa esista nell'intelletto e altro intendere che una cosa esista. Infatti quando il pittore premedita ciò che sta per fare, egli lo ha nell'intelletto, ma non intende ancora che esiste ciò che non ha ancora fatto. Quando poi lo ha dipinto, egli non solo lo ha nell'intelletto, ma intende anche che esiste ciò che ha già fatto.
Dunque anche l'insipiente deve convincersi che almeno nell'intelletto esiste qualcosa di cui non può pensarsi nessuna cosa maggiore, poiché egli lo intende, quando lo sente dire, e tutto ciò che intende esiste nell'intelletto. Ma certamente ciò di cui non può pensarsi nessuna cosa maggiore non può esistere nel solo intelletto. Infatti, se esiste nel solo intelletto, si può pensarlo esistente anche nella realtà e questa allora sarebbe maggiore. Di conseguenza se ciò di cui non può pensarsi nessuna cosa maggiore esiste nel solo intelletto, ciò di cui non può pensarsi nessuna cosa maggiore è ciò di cui può pensarsi una cosa maggiore. Questo evidentemente non può essere. Dunque, senza dubbio, qualcosa di cui non può pensarsi nessuna cosa maggiore esiste sia nell'intelletto sia nella realtà.
Questa cosa dunque esiste in modo così vero che non si può pensare che non esiste. Infatti si può pensare che esista qualcosa che non si può pensare non esistente; ma questo è maggiore di ciò che si può pensare non esistente. Dunque, se ciò di cui non può pensarsi nessuna cosa maggiore può essere pensato come non esistente, ciò di cui non può pensarsi nessuna cosa maggiore non è ciò di cui non può pensarsi nessuna cosa maggiore. E ciò è contraddittorio. Dunque qualcosa di cui non può pensarsi nessuna cosa maggiore esiste in modo così vero che non si può pensare non esistente. E questo sei tu, o Signore Dio nostro […].»
(Anselmo d'Aosta, Proslogion, capp. II-III)

#### Spiegazione

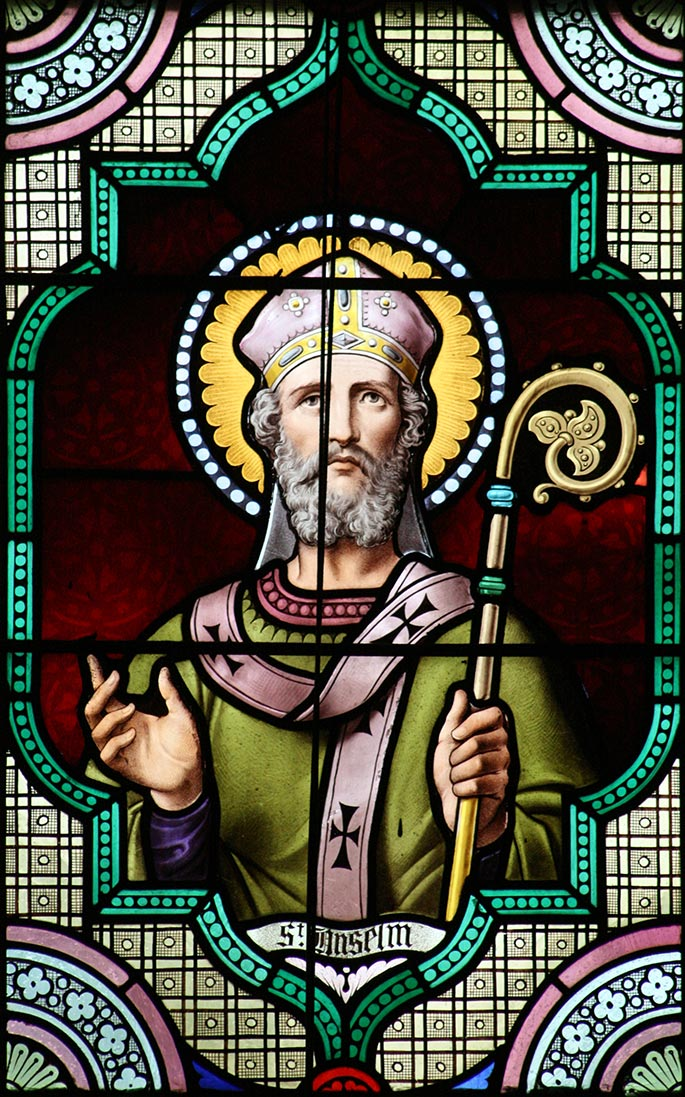
Vetrata raffigurante Anselmo d'Aosta

Anselmo d'Aosta, teologo cattolico vissuto nel Medioevo, con la prova "ontologica" intende dimostrare che Dio, «l'Essere di cui non si può pensare nulla di più grande», esiste non solo come idea ma realmente, mediante un'argomentazione tutta interna alla logica (a priori), ossia un'argomentazione che non necessita dei dati dell'esperienza. Secondo Anselmo, infatti, anche l'ateo possiede implicitamente l'idea di Dio: persino l'insipiente che «dice in cuor suo Dio non esiste» deve convincersi che sia pensabile intellettualmente qualcosa di immensamente grande, che abbia il massimo di tutte le qualità, tale per cui non è possibile pensare alcunché di maggiore. Ad esempio non conosciamo l'essere più buono al mondo, ma riusciamo nella nostra mente a concepire l'essenza di una bontà assoluta e insuperabile.
Ammettiamo dunque che «ciò di cui non si può pensare il maggiore» esista nel solo intelletto, e non nella realtà; ma se è dunque nel solo intelletto, si può almeno pensare che esista anche nella realtà, il che sarebbe maggiore di quello che non poteva essere minore di nient'altro: vi aggiungeremmo infatti la fondamentale caratteristica della reale esistenza. Ne seguirebbe un paradosso: qualcosa sarebbe maggiore del più grande. A questo punto, chi nega ancora che a un tale concetto dell'intelletto corrisponda una realtà, necessariamente si contraddice, perché solo attribuendogli l'esistenza riusciremmo a pensarlo davvero come «il più grande».
Ciò che esiste nella realtà, secondo Anselmo, ha più valore di ciò che esiste nel solo intelletto, secondo la concezione tipicamente platonica che identificava il Bene con l'essere. L'albero esiste nella realtà e quindi anche nell'intelletto, mentre non tutto quel che esiste nella mente esiste anche nella realtà (ad esempio un cavallo alato). Ma non si può concepire Dio come il massimo senza attribuirgli una reale esistenza.

#### Confutazione di Gaunilone
Il monaco benedettino francese Gaunilone (994-1083), pur non mettendo in dubbio l'esistenza di Dio, contestò la prova a priori di Anselmo nel suo Liber pro insipiente. Secondo Gaunilone non ci si può fondare sull'esistenza nel pensiero per concludere l'esistenza nella realtà sensibile (si possono pensare cose impossibili), per cui la definizione di divinità presa da Anselmo o è dedotta da qualcosa d'altro (dato di rivelazione, quindi non è prova a priori) o è completamente arbitraria e quindi si pone il problema della stessa pensabilità della definizione. In altri termini, egli obiettava che «se io penso un'isola perfettissima, allora questa esiste anche nella realtà?».
Anselmo obiettò alla critica sostenendo che non si potevano porre sullo stesso piano Dio e un'isola, poiché la sua prova era applicabile solo alla perfezione massima, ovvero Dio, «ciò di cui non si può pensare nulla di più grande». La seconda obiezione di Gaunilone fu la seguente: «ammettendo che la prova di Anselmo sia valida, com'è possibile che la mente umana, limitata, riesca ad ospitare il pensiero dell'infinita figura di Dio?». Anselmo rispose che la sua prova definiva Dio soltanto attraverso la teologia negativa, negandogli cioè ogni difetto ed imperfezione, affermando soltanto che Dio è, ma non che cosa Egli è. Inoltre, nel cap. XV del Proslogion, Anselmo asserisce che Dio è sempre più grande di ciò che possa essere pensato di Lui.

#### Rielaborazione di Spinoza
Nell'Ethica, Baruch Spinoza dimostrò che Dio è l'unica sostanza assolutamente infinita, che è causa di sé, esiste necessariamente (la cui essenza implica l'esistenza) e a cui ineriscono tutti gli infiniti attributi.
Spinoza, tuttavia, identificò Dio con la natura creata (Deus sive Natura), proponendo una soluzione panteistica. Il suo dio non è personale, non ha libero arbitrio e non è antropomorfo.

#### Rielaborazione di Cartesio

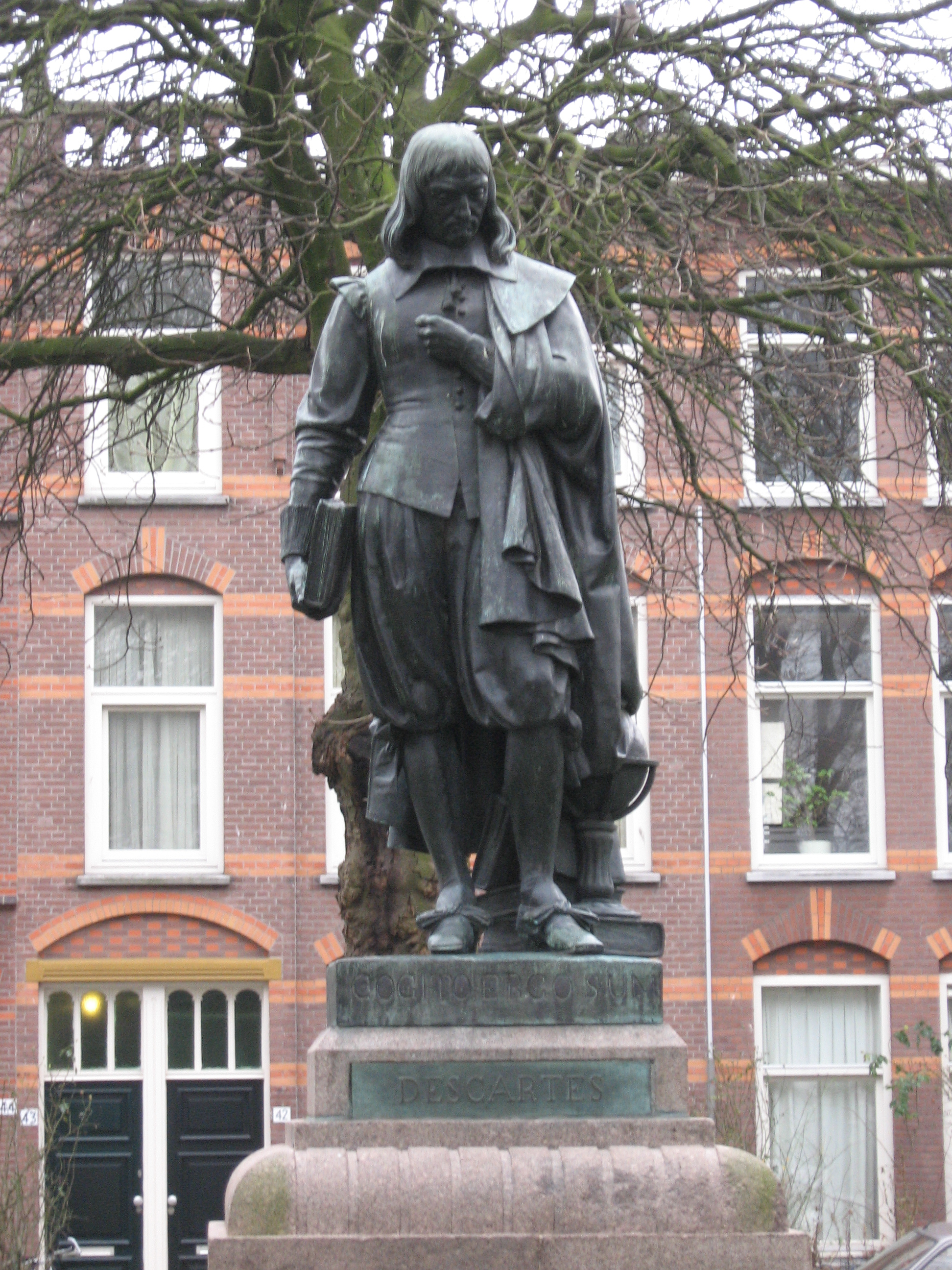
Statua di Descartes (Cartesio) all'Aja

Nella terza meditazione Cartesio affermò che l'idea di essere perfetto è nel cogito e non può derivare da un essere imperfetto quale è il soggetto pensante. Pertanto, Dio in quanto Essere perfettissimo deve esistere necessariamente. In modo analogo, nei Principi della filosofia aveva dedotto la necessità dell'esistenza di Dio dalla presenza dell'idea di infinito, che è estranea alla natura finita del cogito e deve quindi derivare da Un essere infinito ad esso esterno, che è Dio.
Cartesio propose, nella quinta delle Meditazioni metafisiche, una prova analoga a quella di Anselmo d'Aosta, ma leggermente differente: per Dio egli intende una sostanza infinita, indipendente, sommamente intelligente, sommamente potente, ovvero la somma di tutte le perfezioni la cui idea è innata nell'intelletto, ed improducibile da esso stesso, al pari dell'idea di infinito attuale.
Se Dio assomma tutte le perfezioni, contenute in sé come note di un concetto, non può mancare dell'esistenza; se non esistesse, sarebbe meno perfetto della perfezione che gli era stata accordata. Pensare un Dio perfettissimo manchevole dell'attributo dell'esistenza è contraddittorio, dice Cartesio: «Come pensare un monte senza valle».

#### Rielaborazione di Leibniz
(Leibniz, Monadologia, § 45, traduzione di Salvatore Cariati, Milano, Bompiani, 2001, p. 77.)
Gottfried Wilhelm Leibniz, sia nello scritto del 1701 Sulla dimostrazione Cartesiana dell'esistenza di Dio, del R. P. Lamy che nella Monadologia nel 1714, svilupperà l'interpretazione cartesiana dell'argomento anselmiano, e lo riformulerà in una maniera prettamente logica. Per Leibniz, infatti, la prova dell'esistenza di Dio è ridotta alla riflessione logica sulla sua possibilità: se Dio è possibile, necessariamente esiste.
Dio è quell'Essere la cui esistenza è implicita nella sua essenza o natura, e allora basterà pensare la possibilità di un Essere la cui esistenza è implicita nella sua essenza che ne avremo dimostrato l'effettiva esistenza. Basterà, dunque, dimostrare la non-contraddittorietà logica, per dimostrare l'esistenza di quell'Essere la cui esistenza è inclusa nella sua essenza. In Leibniz abbiamo l'estrema logicizzazione dell'argomento anselmiano.
Nella Monadologia afferma appunto che la possibilità di Dio, che è infinito, non è limitata da nulla: né dagli enti finiti né da negazioni né da contraddizioni. Dio dunque è possibile. Se invece Dio non esistesse, nessun altro potrebbe farlo esistere: se allora si negasse la Sua esistenza, Dio sarebbe impossibile, che è contro l'ipotesi.

#### Confutazione di Kant
Kant, pur ammettendo l'esistenza di Dio come postulato indimostrabile, ne ha contestate le tradizionali dimostrazioni, alla cui inconsistenza occorre rimediare, secondo Kant, con argomentazioni più filosofiche e meno fideiste. Nel terzo capitolo della Dialettica trascendentale distingue tre generi di prove: ontologica, cosmologica e fisico-teologica. Esse sono classificate in base all'esperienza sensibile: ontologiche (nessuna esperienza), teleologiche (un'unica esperienza del fine), cosmologiche (molteplici esperienze). Nel saggio precritico L'Unico argomento possibile per una dimostrazione dell'esistenza di Dio (Terza Parte, 1763) propone una distinzione più basilare fra prove ontologiche (a priori) e prove cosmologiche (a posteriori).
La prova ontologica, di cui è esempio la prova ontologica di sant'Anselmo, presume, secondo Kant, di poter pervenire dalla semplice idea di qualcosa alla sua esistenza reale, prescindendo dal dato di esperienza.
Egli immagina in proposito, in maniera piuttosto ironica, di avere in tasca cento talleri e di pensarne cento: quelli che lui pensa dovrebbero essere meno di quelli che ha in tasca, poiché ciò che è pensato è meno perfetto di ciò che è esistente. Ma pur continuando a pensarne cento, non per questo ne avrebbe di più in tasca. E quindi è per lui impossibile una prova di questo genere. La confutazione kantiana, partendo dal presupposto che il concetto di essere potesse avere senso solo se applicato alla realtà empirica e fenomenica, come modo di operare del nostro intelletto, fu a sua volta accusata di rinchiudersi in un nominalismo astratto, incapace di aprirsi al noumeno e quindi all'autentica realtà ontologica.
Lo stesso Kant, d'altronde, che già aveva preso posizione contro gli scettici, accusati di «aborrire ogni stabile edificazione del suolo», nella Critica della ragion pratica farà dell'esistenza di Dio una prova dell'agire etico, ossia la condizione moralmente necessaria che dia senso alla legge morale, compensando le ingiustizie e impedendo nel mondo ultraterreno il ripetersi della contraddizione logica tra la sofferenza del giusto e la sua aspirazione a vivere secondo ragione. L'esistenza dell'imperativo categorico comporta la libertà della volontà umana, l'immortalità dell'anima e l'esistenza di Dio, reintrodotte con la ragion pratica.
Dio svolge un ruolo centrale anche sul piano della ragion pura: insieme all'anima e al mondo, è una delle tre idee regolative della ragione che servono all'intelletto per giungere a vette di unificazione crescenti della conoscenza.

### Cinque vie di Tommaso d'Aquino
(Tommaso d'Aquino, Summa Theologiae, I, questione 2, articolo 3)
Le dimostrazioni procedono generalmente dagli effetti alla causa, con una struttura tra loro simile. Hanno origine da diverse fonti, per esempio da Platone e Aristotele (che formularono per primi una prova sul Motore Immobile), dal pensiero neoplatonico (per quanto riguarda i gradi di perfezione della quarta via), e da altre fonti (alcuni pensatori musulmani sottolinearono la differenza fra essere contingente ed essere necessario che è chiave della terza via di Tommaso). Un argomento dei critici è che queste vie utilizzano ciò che in matematica si chiama regresso infinito. Questa struttura si ritrova pure nei paradossi di Zenone, che furono risolti a secoli di distanza, dimostrando che il regresso infinito non è contraddittorio, ed è ammissibile nella logica. Inoltre, dimostrerebbero l'esistenza di Dio, ma non la sua unicità.

#### Viaex motu
Nel Compendium Theologiae, dall'immutabilità-immobilità di Dio viene dedotta l'eternità e la necessità dell'esistenza di Dio. Poiché ciò che è mutevole ha la possibilità sia di essere che di non-essere; ma Dio è immutabile; allora è impossibile per Dio esistere e non esistere nello stesso tempo. Qualsiasi cosa che esista in un modo tale per cui è impossibile che non esista, è l'essere stesso, l'ipsum esse.

#### Viaex contingentia

##### Spiegazione
1. L'universo è un complesso di esseri contingenti.
2. Ma l'essere contingente esige l'essere necessario come sua prima causa.
3. Dunque oltre l'universo esiste un essere necessario, creatore dell'universo, che è Dio.

L'universo è un complesso di esseri contingenti. Per spiegare questa prima affermazione basta guardare a ciò che ci circonda, l'universo che scorgiamo sensibilmente è composto da un'infinità di cose: noi uomini, gli animali, le piante, i minerali, gli astri, le cellule, gli elementi chimici, gli atomi e così via. Tutti questi esseri, compreso l'uomo (come abbiamo detto) non sono necessari. Perché? Perché necessario è soltanto ciò che necessariamente è (quindi non può non essere) e che necessariamente è quello che è (quindi non può mutarsi).
Invece tutte le cose che compongono l'universo sono mutabili e di fatto continuamente mutano. I viventi nascono, crescono e muoiono; e durante la loro vita si evolvono e si modificano sempre. Le sostanze inorganiche sono ugualmente soggette a continue trasformazioni. Tutto in natura è soggetto a trasformazioni. Dunque tutti gli esseri che costituiscono l'universo sono contingenti. Ma l'essere contingente esige l'essere necessario come sua prima causa. L'uomo in quanto contingente può essere e non essere. Per esempio alla natura dell'uomo appartiene la razionalità (per cui un uomo senza razionalità è assurdo) ma non appartiene alla natura dell'uomo la bontà, per cui può essere buono e cattivo.
Se per sua natura l'essere contingente è indifferente ad essere e a non essere, vuol dire che non ha in sé la ragione sufficiente della propria esistenza; ed allora è chiaro che questa sua esistenza deve averla ricevuta da un altro, cioè ci deve essere un altro ente che sia la ragione sufficiente della sua esistenza, la causa che l'abbia determinato ad essere. Questa causa che l'ha determinato ad essere o è un essere contingente o è un essere necessario. Se è contingente, neppure esso ha in sé la ragione sufficiente della propria esistenza, che perciò deve essere causata da un altro essere; e riguardo a questo si riproduce la medesima questione.
Non si può procedere all'infinito nella serie delle cause essenzialmente subordinate, altrimenti si avrebbe una serie infinita di anelli che stanno sospesi senza un fulcro di attacco, si avrebbe, cioè, una serie infinita di specchi che riflettono la luce senza un corpo per sé lucente, una somma di zeri che, per quanto prolungata, non può dare l'unità: dunque ci deve essere un essere necessario, un essere che abbia in sé la ragione sufficiente del proprio essere e che sia ragione sufficiente di tutti gli altri, causa prima dell'universo. Ed allora è evidente la conclusione: oltre l'universo esiste un essere necessario, creatore dell'universo, che è appunto Dio.

##### Rielaborazione di Leibniz
(Monadologia, 38-39)
In Dio è riposta la ragione sufficiente delle cose contingenti del mondo.

### Prova di Locke
La prova dell'esistenza di Dio formulata da John Locke si basa sul seguente sillogismo:
- in ogni effetto non può essere contenuto nulla più di quanto sia contenuto nella causa (secondo il principio di causalità ex nihilo nihil);
- nel mondo esistono persone dotate di intelligenza;
- quindi la causa del mondo deve essere intelligente.[32]

### Argomentazioni empiriche
Altre argomentazioni a favore dell'esistenza di Dio si avvalgono di definizioni e assiomi. Ad esempio, alcune di queste argomentazioni richiedono solo che si assuma che esista un universo non casuale in grado di sostenere la vita. Tra queste troviamo:
- L'argomentazione teleologica, che sostiene che l'ordine e complessità dell'universo mostrano segni di una volontà (telos), e che deve essere stato disegnato da un progettista intelligente dotato di proprietà che solo un Dio può avere.
- L'argomentazione antropica si concentra su fatti basilari, come la nostra esistenza, per dimostrare Dio.
- L'argomentazione morale sostiene che la moralità oggettiva esiste e che quindi esiste Dio.
- L'argomentazione trascendentale dell'esistenza di Dio, che sostiene che logica, scienza, etica e altre cose che prendiamo seriamente, non hanno senso se non c'è Dio. Di conseguenza le argomentazioni atee devono alla fine confutare se stesse, se pressate con rigorosa coerenza. Per contro esiste anche un'argomentazione trascendentale della non esistenza di Dio.

### Argomentazioni deduttive
Le argomentazioni deduttive partono da premesse di tipo logico formale per arrivare ad affermazioni sul piano dell'esistenza, la quale viene ammessa per non urtare il principio di non contraddizione, avvalendosi dunque di una sorta di ragionamento per assurdo. Il passaggio dalla possibilità logica alla necessità dell'esistenza avviene perché ogni altra ipotesi che neghi l'esistenza di Dio risulterebbe logicamente impossibile. In questa categoria rientra in particolare:
- la prova ontologica di Gödel: Kurt Gödel nel suo saggio  "Ontologischer Beweis"[33] fornisce una dimostrazione logica dell'esistenza di Dio. In questo testo sostiene con argomenti matematici le sue convinzioni teologiche. Secondo la prova ontologica di Gödel, Dio è un Essere che assomma in sé le qualità positive di tutti gli enti reali. Dio deve esistere necessariamente come fondamento dell'ordine matematico dell'universo. La dimostrazione gödeliana, che parte da cinque assiomi e si avvale di un rigido teorema logico-formale, si basa sul fatto che non sarebbe logicamente plausibile ammettere la possibilità di un unico Essere provvisto di tutte le "proprietà positive", tra cui la stessa esistenza, senza attribuirgli una realtà effettiva, perché ciò sarebbe una contraddizione in termini.

### Argomentazioni induttive
Le argomentazioni induttive sostengono le loro conclusioni attraverso il ragionamento induttivo.
- Un altro insieme di filosofi asserisce che le prove dell'esistenza di Dio presentano una probabilità abbastanza alta, anche se non la certezza assoluta. Un numero di punti oscuri, essi sostengono, rimane sempre. Allo scopo di superare queste difficoltà c'è necessariamente o un atto di volontà, un'esperienza religiosa, o il discernimento della miseria del mondo senza Dio, così che alla fine il cuore prenda una decisione. Questa visione è sostenuta, tra gli altri, dallo statista britannico Arthur Balfour nel suo libro The Foundations of Belief (1895). Le opinioni portate avanti in questo lavoro vennero adottate in Francia da Ferdinand Brunetière, editore della Revue des deux Mondes. Molti protestanti ortodossi si esprimono allo stesso modo, come ad esempio il Dott. E. Dennert, presidente della Kepler Society, nel suo lavoro Ist Gott tot?.[34]

### Argomentazioni soggettive
Le argomentazioni soggettive si affidano principalmente sulla testimonianza o l'esperienza di determinati testimoni, o sulle proposizioni di una specifica religione rivelata.
- L'argomentazione dei testimoni dà credibilità alle testimonianze personali, contemporanee o storiche. Una variante è l'argomentazione dei miracoli, che si affida alle testimonianze di eventi sovrannaturali per stabilire l'esistenza di Dio.
- L'argomentazione cristologica o religiosa è specifica di religioni come il cristianesimo, e asserisce ad esempio che la vita di Gesù, come scritta nel Nuovo Testamento, ne stabilisce la credibilità, e quindi possiamo credere nella verità delle sue dichiarazioni su Dio. Un esempio di ciò è il trilemma presentato da C.S. Lewis in Mere Christianity.[35]
- L'argomentazione della maggioranza sostiene che persone di tutte le epoche e in luoghi diversi hanno creduto in Dio, quindi è improbabile che non esista.

#### Argomentazioni basate sulla credenza personale
- La Scuola Scozzese guidata da Thomas Reid insegna che il fatto dell'esistenza di Dio viene da noi accettato senza conoscenza delle ragioni, ma semplicemente per un impulso naturale. Che Dio esista, dice questa scuola, è uno dei principi metafisici fondamentali, che accettiamo non perché siano evidenti in sé o perché possono essere provati, ma perché il senso comune ci obbliga ad accettarli.[36]
- L'argomentazione da una base propria sostiene che la fede in Dio è "propriamente basilare", vale a dire, simile ad affermazioni come "vedo una sedia" o "sento dolore". Tali convinzioni sono non-falsificabili e quindi, non possono essere né provate né confutate; esse riguardano convinzioni percettive o stati mentali indiscutibili.
- In Germania, Friedrich Heinrich Jacobi insegnava che la nostra ragione è in grado di percepire il sovrasensibile. Jacobi distingueva tre facoltà: sensi, ragione, e comprensione. Così come i sensi hanno una percezione immediata delle cose materiali, la ragione ha una percezione immediata dell'immateriale, mentre la comprensione porta queste percezioni alla nostra consapevolezza e le unisce l'una con l'altra.[37] L'esistenza di Dio quindi non può essere provata—Jacobi, come Kant, rigettava il valore assoluto del principio di causalità—, deve essere sentita dalla mente.
- Il grande illuminista francese Voltaire ripeteva un aforisma molto significativo che recita "Se Dio non esistesse bisognerebbe inventarlo".[38] Seguace fin dalla giovinezza del deismo inglese, e in particolare di Samuel Clarke e di Anthony Collins, elabora alla fine della sua vita una forma di teismo che così enuncia nel Dizionario filosofico:

(Dizionario filosofico, Mondadori 1970, p.619)
Nello stesso tempo Voltaire si pronuncia duramente contro l'ateismo con queste parole:
(Dizionario filosofico, cit., p.99)
- Nel suo Emilio,[39] Jean-Jacques Rousseau asseriva che quando la nostra comprensione pondera circa l'esistenza di Dio, non incontra altro che contraddizioni. Gli impulsi del nostro cuore, comunque, hanno più valore della comprensione, e questo ci proclama chiaramente le verità della religione naturale, ovvero l'esistenza di Dio e l'immortalità dell'anima.[40]
- La stessa teoria venne sostenuta in Germania da Friedrich Schleiermacher, che assumeva un senso religioso interno per mezzo del quale sentiamo le verità religiose. Secondo Schleiermacher, la religione consiste solamente di questa percezione interna, e le dottrine dogmatiche non sono essenziali.[41]
- Molti teologi protestanti moderni seguono le orme di Schleiermacher, e insegnano che l'esistenza di Dio non può essere dimostrata; la certezza di questa verità è fornita solamente dalla nostra esperienza interiore, dai sentimenti e dalla percezione.
- Anche la cristianità modernista nega la dimostrabilità dell'esistenza di Dio. Secondo questa, possiamo conoscere qualcosa di Dio solo tramite l'immanenza vitale, vale a dire che, in circostanze favorevoli, il bisogno di divino che dorme nel nostro subconscio, diventa conscio e risveglia il sentimento religioso o l'esperienza in cui Dio si rivela a noi. In condanna di questa visione del |modernismo,  il giuramento antimodernista formulato da Papa Pio X dice: "Deum... naturali rationis lumine per ea quae facta sunt, hoc est per visibilia creationis opera, tanquam causam per effectus certo cognosci adeoque demostrari etiam posse, profiteor." (Dio...può essere conosciuto con certezza e perciò anche dimostrato col lume naturale della ragione per mezzo delle opere da Lui compiute (cfr. Rm. 1, 20), cioè per mezzo delle opere visibili della creazione, come la causa per mezzo dell’effetto.").

### Argomentazioni matematiche
Il matematico italiano Vincenzo Flauti (1782-1863) pubblicò postuma la "Teorica dei miracoli"  del collega Nicola Fergola (1753-1824), una dimostrazione matematica dell'esistenza di Dio.
George Boole (1815-1864), inventore dell'algebra della logica, nel capitolo XIII del suo libro The Laws of Thought espresse in formule la dimostrazione dell'esistenza di Dio ideata dal teologo non conformista Samuel Clarke giungendo alla conclusione che la dimostrazione non è valida. Altri autori hanno espresso considerazioni riguardo ai limiti notevoli, in merito all'esito indeterminato del prodotto o divisione di due grandezze infinite, e al prodotto di una grandezza nulla per infinito.
Il problema è stato affrontato su basi nuove da un gruppo di matematici e fisici teorici, stimolati da una conferenza tenuta da John Stewart Bell al CERN di Ginevra nel 1990. Venne costituita una associazione per gli studi interdisciplinari (Institute for Interdisciplinary Studies) e organizzati seminari e conferenze in varie università europee. Gli studi presentati nel 1993 a un congresso dedicato esclusivamente a "Mathematical Undecidability, Quantum Nonlocality and the Question of the Existence of God" sono stati raccolti nella terza parte (pp. 185–218) di un volume pubblicato da Springer.
Un aneddoto vuole che mentre il matematico Eulero si trovava alla corte russa, arrivasse lì Denis Diderot. Il filosofo, che incitava all'ateismo, chiese beffardamente a Eulero se avesse una dimostrazione matematica dell'esistenza di Dio. Eulero rispose: "Signore, {\displaystyle {\begin{matrix}{\frac {a+b^{n}}{n}}=x\end{matrix}}}, quindi Dio esiste!". Diderot, che (secondo la storia) non capiva la matematica, rimase disorientato e non poté confutare la prova, abbandonando la corte il giorno dopo. L'aneddoto è quasi certamente falso dal momento che Diderot era un matematico capace.

### Argomentazioni di Kierkegaard
Secondo Kierkegaard il termine stesso esistenza applicato a Dio è improprio. Il filosofo cristiano dichiara che la fede è un paradosso (non l'assurdo o l'irrazionale) e sostiene che Dio deve essere accettato per fede e basta, Dio non va "spiegato": «Dio non pensa, Egli crea. Dio non esiste, Egli è eterno. L'uomo pensa ed esiste e l'esistenza separa pensiero ed essere, li distanzia l'uno dall'altro nella successione». Vi è quindi una differenza assoluta fra uomo e Dio fra ciò che è finito e infinito. Si possono mediare differenze relative, non la differenza assoluta.
Sebbene la fede sia un rischio, Kierkegaard sostiene che la sua accettazione non è irrazionale: Quindi il cristiano credente ha e usa la propria intelligenza, rispetta l’umano generale, spiega che non è per mancanza d’intelligenza se qualcuno non diventa cristiano, ma rispetto al cristianesimo egli crede contro la ragione, e usa anche qui la ragione – per fare attenzione al fatto ch’egli crede contro la ragione. Perciò egli non può credere nessuna assurdità contro l’intelligenza, ciò che forse qualcuno potrebbe temere, perché la ragione vedrà precisamente da parte a parte ch’è un non senso e gli impedirà di credervi; ma egli usa l’intelligenza tanto meglio, in quanto attraverso essa egli diventa attento all’incomprensibile, e allora si rapporta a questo credendo contro la ragione. La fede è quindi un rischio perché richiede l'adesione personale ad affermazioni che oggettivamente non presentano alcuna garanzia e sono in stridente contrasto con i normali criteri di verità. La fede è un rischio perché il suo oggetto è il paradosso, una verità che oltrepassa gli schemi della ragione umana, una verità priva di evidenza oggettiva. Per Kierkegaard quindi la fede è imprescindibile dalla credenza in Dio ed è la sola qualità che ci deve consentire di accettare la sua esistenza.

### Argomentazione di Malebranche
Secondo Malebranche, l'esistenza di Dio non necessita di essere dimostrata poiché è vista immediatamente nella visione, in Lui, delle Idee intellegibili. Le Idee hanno il carattere di universalità, di necessità e di eternità: sono create da Dio e indipendenti dal pensiero umano. La creatura umana possiede sia una visione di Dio che una visione in Dio che è la visione delle idee che si trovano in Lui: mediante queste Idee, diviene evidente anche l'esistenza di Dio che è il loro creatore e contenitore.

## Argomentazioni contro l'esistenza di Dio
Nei secoli si sono formulate diverse argomentazioni orientate a difendere che Dio o un qualunque essere superiore non esisterebbe; a dimostrare che la sua possibile esistenza sarebbe intrinsecamente priva di significato, assurda, contraddittoria rispetto ai fatti e ai dati scientifici o alla realtà storica; o infine a mettere in luce che non ci sarebbero motivi sufficienti per poterci credere.

### Antichità classica

#### Diagora
Il pensiero di Diagora di Milo, noto come l'ateo e perseguitato in vita per il suo ateismo, non è noto se non in misura frammentaria ed attraverso fonti terze, peraltro in misura prettamente aneddotica. Nel De Natura Deorum Cicerone riporta che un amico di Diagora aveva cercato di convincerlo dell'esistenza degli dèi ricordandogli quante immagini votive erano state erette in onore degli dèi da varie persone come ex voto per essere sopravvissute a tempeste in alto mare, al che Diagora avrebbe ribattuto ricordandogli quante immagini votive non erano state erette in onore degli dèi da coloro che invece erano morti per naufragio.
Nella medesima opera l'autore racconta come l'equipaggio di una nave su cui era imbarcato Diagora accusasse questi per aver attirato su di loro la collera degli dèi nella forma di una forte tempesta, al che Diagora rispose chiedendo se anche le altre imbarcazioni coinvolte dalla tempesta avessero Diagora a bordo. L'autore cristiano Atenagora di Atene scrisse nel II secolo d.C. che gli Ateniesi avevano perseguitato Diagora perché aveva apertamente dichiarato l'inesistenza degli dèi. Autori greci contemporanei al filosofo affermano che una delle argomentazioni che portava a sostegno di questa sua tesi era la mancata punizione divina di numerosi atti d'empietà e crudeltà commessi dagli uomini.

#### Crizia
Crizia, vissuto tra il V ed il IV secolo a.C., tratta ne il Sisifo la dissoluzione del tradizionale concetto di nomos (dal greco legge) sul quale le polis dell'antica Grecia erano fondate e che ricomprendeva in sé i concetti di legge giuridica, sociale e religiosa. Ribaltando lo schema tradizionale, che voleva il diritto positivo fondato sulla morale divina, egli fonda nella paura del divino il vero caposaldo del potere politico, identificando con l'invenzione degli dèi il fondamento per la nascita della civiltà.
La divinità assume le caratteristiche di uno strumento politico atto al governo. Secondo Crizia, il divino è stato inventato dai governanti affinché gli uomini smettessero di infrangere le leggi di nascosto, convincendoli nella loro sfera personale dell'esistenza di una forza soprannaturale in grado di osservarli in qualsiasi momento e in seguito giudicarli. Egli non solo spiega razionalmente la religione, ma pretende di dimostrare la debolezza intrinseca della legge positiva e della morale collettiva.
Queste sono infatti frutto di convenzione, relative e basate sull'apparenza: come prima di lui aveva osservato il sofista Antifonte, giusto è colui che, di fronte a testimoni, si comporti in ossequio alla legge per evitare biasimo e pene, ma che poi, in privato, si comporti secondo la propria natura (physis). Qui sta appunto, anche per Crizia, la debolezza della legge, poiché essa cessa di avere valore quando l'individuo si trova solo. Qualsiasi oratore, poi, è in grado a parole di rigirare la legge a proprio vantaggio, insozzando ciò che di buono vi è in essa. Piuttosto che sul nomos, dunque, una società ordinata si dovrebbe basare sulla moderazione del singolo individuo. Come scrisse nel Piritoo, «un carattere nobile è più saldo della legge», poiché nessuno sarà mai in grado di storpiarlo.

#### Evemero da Messina
A cavallo tra il IV ed il III secolo a.C. Evemero da Messina veicolò, attraverso La Storia Sacra, l'evemerismo.
Evemero cercò di spiegare razionalmente la genesi degli dei, ritenendo che l'origine del concetto di "dio" fosse da rintracciarsi nella divinizzazione progressiva subita da personaggi storici di spicco, quali antichi sovrani e fondatori di regni e città.
In tal modo egli negava esplicitamente la natura divina degli dei, affermandone l'origine umana.
In linea con questa impostazione, egli cercò di interpretare razionalmente gli antichi miti, epurandoli degli elementi mistici e fantasiosi e cercando di identificarne il nucleo storico di fondo.

#### Lucrezio
Risulta incerto se Lucrezio (98-53 a.C.) si sia semplicemente limitato a esportare l'epicureismo di Epicuro in ambito latino o se avesse radicalizzato questa corrente filosofica facendone una forma di ateismo.
Sin dal primo libro del De rerum natura egli enuncia che gli dèi non esistono e che il mondo si è fatto da sé, scrivendo:
Nel Libro V Lucrezio spiega perché il mondo si è fatto da solo:
aggregarsi in ogni guisa e produrre tutte le combinazioni»

### Età moderna

#### Jean Meslier
(Jean Meslier, testamento di Jean Meslier)
Nel 1729, alla morte del prete Jean Meslier, veniva reso pubblico il suo testamento, dal titolo di Memoria dei pensieri e delle opinioni di Jean Meslier, prete, curato di Ètrèpigny e di Balaives, su una parte degli errori e degli abusi del comportamento e del governo degli uomini da cui si dimostrano in modo chiaro ed evidente le vanità e le falsità di tutte le divinità e di tutte le religioni del mondo, affinché sia diretto ai suoi parrocchiani dopo la sua morte e per essere usata da loro e da tutti i loro simili quale testimonianza di verità. In questo testo il sacerdote chiedeva perdono per quanto di falso aveva predicato in tutta la vita e per aver mentito nell'esercizio di una vocazione spirituale divenuta non più consona alle sue convinzioni filosofiche.
Meslier mise in dubbio la coerenza della religione cristiana attraverso una critica all'attendibilità e alla verità storica dei Vangeli, contestandone le ritenute contraddizioni interne, alla Bibbia in generale, affermando la falsità delle presunte profezie dell'Antico Testamento, e alla dottrina e morale cristiane, enumerando quelli che a suo parere erano gli errori insiti in queste. Egli riteneva che la fede, in quanto "credenza cieca", fosse un principio di errori, di illusioni e di raggiri e che la divinità e l'anima fossero invenzioni umane.
Meslier sostenne che la religione origina dalla paura e che i tiranni se ne servono e la sostengono per imporre il proprio potere: idealizzando la sofferenza, la povertà e il dolore e condannando il piacere, la religione - in particolare quella cristiana - disarma gli uomini e li lascia alla mercé dei soprusi del potere. Monarchi, nobili e sacerdoti sono parassiti che il popolo deve abbattere per riappropriarsi della terra, dato che in natura tutti gli uomini sono uguali ed a loro appartengono i beni e la terra che lavorano. Egli ritiene che tutto quanto avviene nella storia non può né deve essere attribuito a Dio, in quanto solo la natura, eterna e già di per sé perfettamente regolata, basta a spiegare i mutamenti storici.

#### Paul Henri Thiry d'Holbach
(Paul Henri Thiry d'Holbach, Il buon senso, ossia idee naturali opposte alle soprannaturali (1772); paragrafo 39)

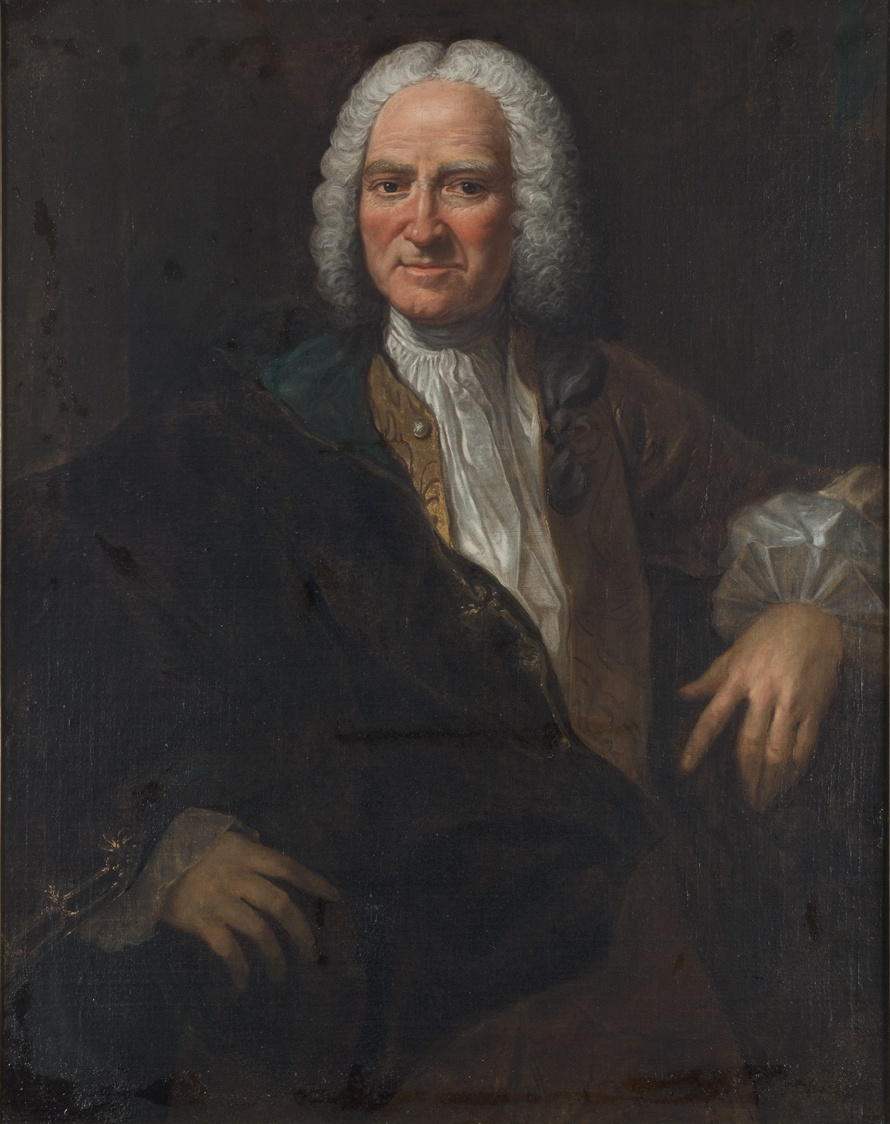
Il baron d'Holbach ritratto da Alexander Roslin (1785)

Il barone Paul Henri Thiry d'Holbach, pubblicò con lo pseudonimo di Jean-Baptiste Mirabaud,  il Sistema della Natura e Il Buon Senso rispettivamente nel 1770 e nel 1772. Nelle due opere nega l'esistenza dell'anima, descrivendo l'uomo come "un essere puramente fisico", e sostiene materialisticamente che materia e moto formano il mondo, il quale è auto-creato, eterno e governato da un rigido determinismo fondato sulla legge della causalità.
Conseguentemente a questa impostazione, la libertà è una pura illusione e con essa il libero arbitrio; in realtà l'uomo cerca ciò che ritiene utile al proprio benessere, secondo una sorta di legge fisica naturale, su una "gravitazione dell'individuo su sé stesso", fondata sul concetto di necessità. Egli ritiene che la ragione e l'esperienza dimostrino quanto afferma, arrivando a definire l'esistenza di Dio e l'immortalità dell'anima sciocche superstizioni, mantenute in vita dagli interessi del clero che sfrutta l'ignoranza del popolo.
Egli è convinto che assolutismo politico e oppressione clericale sono sostanzialmente solidali e debbono quindi essere combattuti insieme, affermando che «Senza la Corte la Chiesa quasi non può prosperare, lo Spirito Santo vola con un'ala sola. È a corte che in ultima istanza si decide l'ortodossia. Gli eretici sono sempre coloro che non pensano come alla corte. Le divinità di quaggiù regolano comunemente la sorte delle divinità di lassù. Senza Costantino Gesù Cristo sulla terra avrebbe fatto una assai magra figura».
Secondo d'Holbach la morale cristiana è incompatibile con l'esistenza della società civile.
D'Holbach esalta l'ateismo, concepito come passo necessario verso la virtù, dal momento che "La virtù è incompatibile con l'ignoranza, la superstizione, la schiavitù": il virtuoso è ateo e conosce le leggi della natura e la propria natura, sa ciò che essa gli impone e pertanto può seguirla, assecondando il proprio impulso verso la felicità. Pertanto, che non si debba condannare la ricerca del piacere e della felicità terrena, purché l'interesse singolo non contraddica l'interesse collettivo: la condotta di ognuno deve riuscire a conciliargli la benevolenza dei propri simili, necessaria alla sua stessa felicità, e pertanto dev'essere diretta all'utilità del genere umano.

#### Ludwig Feuerbach
Ludwig Feuerbach nell'"Essenza del cristianesimo" (1841) afferma che la religione, con particolare riferimento a quella cristiana, ha un contenuto positivo che consente di scoprire quale sia l'essenza dell'uomo. Infatti, secondo Feuerbach l'uomo di fronte alle difficoltà della vita si affida ad un soggetto altro rispetto a lui, che è idealmente slegato dai tipici limiti umani e che egli chiama Dio e, quando un soggetto entra in un rapporto essenziale e necessario con un oggetto trascendente (come dio appunto), questo significa che questo oggetto è la vera e propria essenza del soggetto, proiettata. Dio dunque non è altro che l'oggettivazione ideale dell'essenza dell'uomo che in Dio proietta se stesso.
La religione è l'oggettivazione dei bisogni e delle aspirazioni dell'uomo, la proiezione di essi in un ente immaginario, che viene falsamente considerato indipendente dall'uomo e nel quale tali aspirazioni si trovano pienamente realizzate idealmente. Nella religione è dunque l'uomo a fare Dio a propria immagine e somiglianza attraverso un processo psichico di assolutizzazione dell'umano. Non quindi Dio che ha creato l'uomo, ma viceversa ("Prima è l'uomo a creare Dio a propria immagine e, solo dopo, è questo Dio che a sua volta crea l'uomo a propria immagine." afferma Feuerbach). In Dio e nei suoi attributi l'uomo può quindi scorgere oggettivati i suoi bisogni e i suoi desideri e, dunque, ri-conoscerli. Feuerbach ne conclude che «la religione è la prima, ma indiretta coscienza che l'uomo ha di sé».
La conoscenza che l'uomo ha di Dio non è altro, allora, che la conoscenza che l'uomo ha di sé stesso, ma solo con la filosofia ciò può giungere a piena consapevolezza. Secondo Feuerbach la colpa del cristianesimo nei confronti del genere umano è stata l'aver condotto all'ascetismo, alla fuga dal mondo, al sacrificio e alla rinuncia e in ultima analisi alla spogliazione delle qualità umane a favore di Dio. Rispetto al cristianesimo, il panteismo ha il merito di aver riconosciuto che il divino non è un'entità personale, ma è il mondo stesso.
Lo sviluppo della religione consiste dunque in una progressiva negazione di Dio da parte dell'uomo, la quale va di pari passo con la consapevole riappropriazione della propria essenza umana. Quanto c'è di vero e di essenziale nel cristianesimo deve quindi essere negato come teologia per essere conservato come antropologia. In quanto antropologia, la filosofia si assume il compito di liberare l'essenza dell'uomo e dalla sua alienazione religiosa in un ente estraneo. Secondo Feuerbach è ateo non chi elimina Dio, il soggetto dei predicati religiosi, bensì chi elimina i predicati con i quali Dio è designato nell'esperienza religiosa, come bontà o saggezza o giustizia. Anche quando si è riconosciuta la non esistenza di Dio come entità separata, questi predicati infatti permangono nella loro verità, ma come possibilità e prerogative dell'essenza umana.
L'inizio della filosofia non è dunque Dio o l'Assoluto, come in Hegel, ma ciò che è finito, determinato e reale. La filosofia dell'avvenire, in quanto antropologia, riconoscendo il finito come infinito, deve partire, non da come aveva fatto Hegel, dal pensiero autosufficiente, inteso come soggetto capace di costruirsi con le sue proprie forze, bensì dal vero soggetto, di cui il pensiero è soltanto un predicato. Esso è l'uomo in carne e ossa, mortale dotato di sensibilità e bisogni: in questo consiste l'umanesimo di Feuerbach. Occorre dunque partire da ciò che dà valore al pensiero stesso, ossia dall'intuizione sensibile perché veramente reale è soltanto ciò che è sensibile. Solo attraverso i sensi un oggetto è dato come immediatamente certo: il sensibile infatti non ha bisogno di dimostrazione, perché costringe subito a riconoscere la sua esistenza.
In questa prospettiva, la natura non si trova più ridotta a semplice forma estraniata dello spirito, come avveniva in Hegel, ma diventa la base reale della vita dell'uomo. L'argomento genealogico che utilizza Feuerbach a prima vista può sembrare molto convincente ma ha un difetto logico, non prova infatti la non esistenza di Dio: esso mette solo in evidenza un processo psicologico di proiezione che non tocca la questione dell'esistenza di Dio. Dio potrebbe infatti essere riconosciuto tramite questa proiezione delle più alte aspirazioni umane, così come potrebbe invece trattarsi di un'illusione umana: il problema rimane irrisolto.

#### Marx el'oppio dei popoli
Nell'introduzione alla «Critica alla filosofia hegeliana del diritto pubblico», articolo pubblicato sugli "Annali franco-tedeschi" nel 1844, Karl Marx, in contrasto con Ludwig Feuerbach che sosteneva che l'epoca in cui viveva segnava il tramonto della religione, precisa come nella religione coabitino un'istanza critica oltreché quella illusoria teorizzata da Feuerbach. Se per Feuerbach la religione è frutto della coscienza capovolta del mondo, per Marx ciò è dovuto al fatto che la società stessa è un mondo capovolto. La religione è espressione, è critica della miseria reale in cui l'uomo si trova, con la sua stessa presenza denuncia l'insopportabilità del reale per l'uomo.
La religione è «il gemito della creatura oppressa, l'animo di un mondo senza cuore, così come è lo spirito d'una condizione di vita priva di spiritualità. Essa è l'oppio dei popoli», ottunde i sensi nel rapporto con la realtà, è un inganno che l'uomo perpetra a sé stesso. Incapace di cogliere le motivazioni della propria condizione l'uomo la considera come dato di fatto (causa del peccato originale) cercando consolazione e giustificazione nei cieli religiosi. Una concreta liberazione dalla religione non si avrà eliminando la religione stessa bensì cambiando le condizioni e i rapporti in cui l'uomo si trova degradato e privato della sua propria essenza, ossia attraverso l'emancipazione politica e umana del proletariato.

#### Nietzsche: nichilismo e morte di Dio
(Friedrich Nietzsche, La Gaia Scienza, Frammento 125)

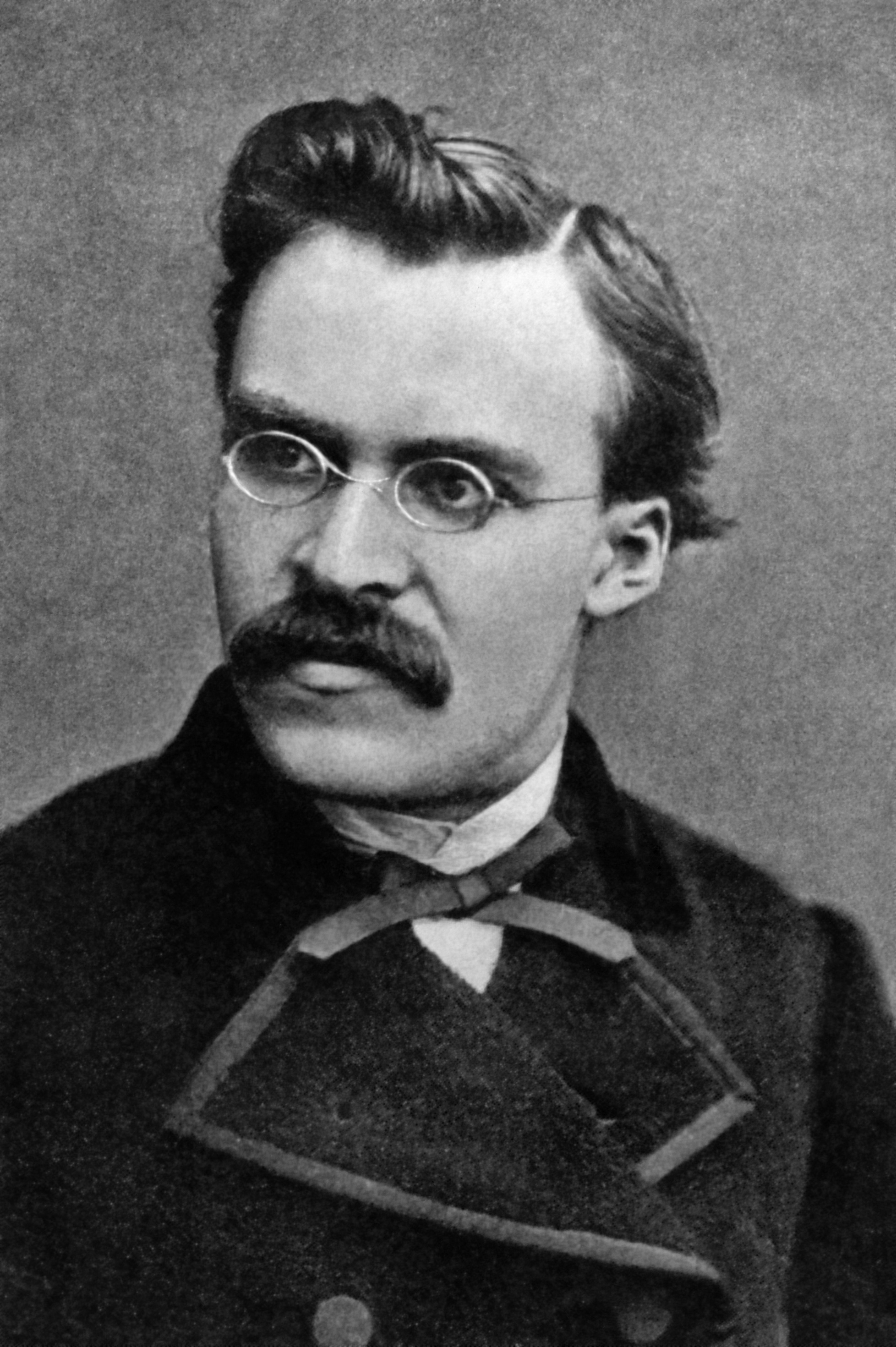
Nietzsche fotografato a Lipsia nel 1869

Friedrich Nietzsche afferma che la società a lui contemporanea è "malata", perché fondata su illusioni e convenzioni che gli individui accettano passivamente: in tal senso egli stigmatizza la sua società, che definisce "nichilista", fondata su "menzogne" che impediscono all'uomo di rivelare la parte "dionisiaca" del suo essere e di diventare superuomo. Tra queste illusioni l'autore pone "dio": egli afferma che "Dio è morto" nel senso che il concetto di "dio" risulta essere divenuto non più necessario per spiegare il mondo e per capire la propria vita, cosicché tale concetto esprime una realtà non più creduta o cercata e si è rivelato per il suo carattere puramente illusorio.
In tal senso, nell'annunciare la "morte di dio", egli afferma che il sistema di convinzioni su cui si è basata la società "malata" per secoli è venuto meno sin dal suo concetto fondante, il concetto di dio. Egli prefigura dunque il necessario superamento di questa società e l'arrivo del superuomo: il superuomo è "dio" e "creatore" per sé stesso, perché egli determina da sé il proprio mondo e i suoi valori e le sue regole, essendo cosciente della intrinseca soggettività dell'etica. Celebre è la figura dell'uomo folle ne La gaia scienza (1882), che gira in pieno giorno con una lanterna accesa, urlando "Cerco Dio!", attirandosi così lo scherno dei presenti.
Alla richiesta di spiegazioni l'uomo afferma che Dio è morto, ovvero che nessuno crede più veramente. Ma nell'atto stesso di compiere questa affermazione si trova di fronte allo scetticismo e all'indifferenza, quando non alla derisione. Egli stesso si definisce come il "testimone" di un omicidio compiuto dall'intera Umanità. E allora: "Vengo troppo presto" egli ammette, poiché gli uomini non sono ancora pronti ad accettare questo cambiamento epocale. I valori tradizionali sono sempre più pallidi, sempre più estranei alla coscienza, ma i nuovi valori, quelli della gioiosa accettazione della vita e della fedeltà alla terra, sono ancora al di là dell'orizzonte: "Questo enorme evento è ancora per strada e sta facendo il suo cammino".
L'annuncio della morte di Dio ha una straordinaria efficacia retorica e forse anche per questo non è stato sempre compreso a fondo: taluni interpreti si sono limitati a leggerlo come l'ennesimo attacco al Cristianesimo e non ne hanno percepito la profondità e la complessità. Infatti Nietzsche con questa affermazione intende annunciare la fine di ogni realtà trascendente, indipendentemente dal culto che predichi tale realtà. Egli considera ciò come il compimento di un processo nichilistico necessario, le cui radici si ritrovano nell'atto di omissione e di oblio del dionisiaco, che ha consentito all'apollineo nel corso della secolarizzazione, di trovare modelli metafisici ragionevoli, capaci di giustificare il "senso dell'essere", ma che prima o poi, secondo l'autore tedesco, avrebbero dovuto fare i conti con la vera essenza vitale della natura umana, quale appunto, il dionisiaco, ossia ciò che lega alla terra e alla vita.

### Argomentazioni empiriche
Le argomentazioni empiriche si basano su dati empirici per dimostrare le proprie conclusioni.
- "Nella cornice del razionalismo scientifico si giunge al credo nella non-esistenza di Dio, non a causa di una certa conoscenza, ma per via di una scala decrescente di metodi. A un estremo, possiamo respingere con fiducia gli dei personali dei creazionisti su solide basi empiriche: la scienza basta a concludere oltre ogni ragionevole dubbio che non c'è mai stata un'alluvione planetaria e che la sequenza evoluzionistica del cosmo non segue nessuna delle due versioni della Genesi. Più ci spostiamo verso un Dio deistico e definito incoerentemente, più il razionalismo scientifico fruga nella sua cassetta degli attrezzi e si sposta dalla scienza empirica alla filosofia logica informata dalla scienza. In ultima analisi, gli argomenti più convincenti contro un Dio deistico sono la Legge di Hume e il rasoio di Occam. Questi sono argomenti filosofici, ma costituiscono anche le fondamenta di tutta la scienza e non possono quindi essere scartati come non-scientifici. La ragione per cui riponiamo la nostra fiducia in questi due principi è perché la loro applicazione nelle scienze empiriche ha portato a spettacolari successi nel corso degli ultimi tre secoli."[68]
- L'argomentazione delle rivelazioni inconsistenti contesta l'esistenza della divinità biblica mediorientale chiamata Dio come viene descritta nelle sacre scritture, come la Tanakh ebraica, la Bibbia cristiana o il Corano musulmano, identificando le contraddizioni tra le differenti scritture, quelle all'interno di una singola scrittura o le contraddizioni tra le scritture e i fatti noti.
- La teodicea (o "problema della giustizia di Dio") in generale e le argomentazioni logiche ed evidenziali del male in particolare, contestano l'esistenza di un dio che sia contemporaneamente onnipotente e omnibenevolo, sostenendo che un tale dio non permetterebbe l'esistenza del male o della sofferenza percepibili, la cui esistenza può essere facilmente dimostrata. Tale argomento viene anche detto argomento morale: se Dio esistesse sarebbe non-morale dal punto di vista della comprensione umana, quindi inutile come riferimento. L'argomento non verte strettamente sull'esistenza di qualsiasi divinità, perciò viene sostenuto anche da teisti e altri gruppi oltre che da atei. Inoltre, essendo Dio infinito, per sua stessa natura dovrebbe contenere in sé il male, principio che contraddice un dogma cattolico che dichiara che da Dio procede solo il bene senza la minima presenza di male in esso[quale dogma?]. Questo argomento viene contestato dai deisti concependo il male come assenza di bene, che appunto è l'essenza di Dio.
- L'argomentazione del disegno insufficiente contesta l'idea che un dio abbia creato la vita, sulla base del fatto che le forme di vita mostrano una progettazione scarsa o malevola, che può essere spiegato facilmente usando l'evoluzione o il naturalismo.

Un risultato sperimentale che mostra con evidenza che è il caso a governare la sequenza delle mutazioni, è quello ottenuto da un gruppo di ricercatori dell'Oregon sull'evoluzione di un recettore dei glucocorticoidi: la sequenza delle mutazioni è risultata irreversibile, cosa incompatibile con l'idea di un disegno preordinato.
- L'argomentazione della non credenza contesta l'esistenza di un dio onnipotente che vuole che gli esseri umani credano in lui, sostenendo che un tale dio farebbe un lavoro migliore per raccogliere i credenti. Questa argomentazione viene contestata dall'affermazione che Dio vuole mettere alla prova gli uomini per vedere chi ha più fede, ma a sua volta viene respinta dalle argomentazioni relative all'onniscienza (non ha senso che Dio metta alla prova gli uomini, perché essendo onnisciente sa già come andrà a finire e di fatto questo mina irreversibilmente il concetto di libero arbitrio).

### Argomentazioni deduttive
Le argomentazioni deduttive cercano di dimostrare le loro conclusioni con il metodo deduttivo a partire da premesse vere.
- Il paradosso dell'onnipotenza e gli altri paradossi teologici, sostengono che le definizioni o descrizioni di un Dio sono logicamente contraddittorie, e dimostrano così la sua non esistenza.
- L'argomentazione del libero arbitrio contesta l'esistenza di un dio onnisciente dotato di libero arbitrio sostenendo che le due proprietà sono contraddittorie.
- L'argomentazione trascendentale della non esistenza di Dio contesta l'esistenza di un creatore intelligente, dimostrando che un tale essere renderebbe dipendenti logica e morale, il che è incompatibile con l'affermazione presupposizionalista che esse sono necessarie, e contraddice l'efficacia della scienza. Una linea di argomentazione più generale basata sull'argomentazione trascendentale della non esistenza di Dio,[70] cerca di generalizzare questa argomentazione a tutte le caratteristiche necessarie dell'universo e a tutti i concetti di dio.
- La controargomentazione dell'argomentazione cosmologica ("l'uovo o la gallina") dichiara che se l'universo è stato creato da Dio perché doveva avere un creatore, allora Dio a sua volta avrebbe dovuto essere stato creato da un altro dio, e così via. Questo attacca la premessa che l'universo sia la "causa seconda" (dopo Dio, che si sostiene essere la "causa prima"). Una risposta comune a questo è che Dio esiste al di fuori del tempo e dell'universo,[71] e quindi non necessita di una causa. Questa concezione genera alcuni problemi logici: in primo luogo cozza contro la natura infinita di Dio, non può esistere un "altrove" a un Dio che tutto permea e organizza; in secondo luogo, tale affermazione ricondurrebbe al rasoio di Occam facendo coincidere il caso con quello del primo argomento empirico: il modello logico causale non sarebbe più vantaggioso poiché dipende da un elemento senza causa, elemento che quindi è in più rispetto al necessario. Il fatto di spiegare il mondo e l'universo come creazione di dio è un rimandare la spiegazione, per il fatto che ora dall'inspiegabilità dell'universo si passa nell'assai più complessa inspiegabilità di Dio.
- Il noncognitivismo teologico, come usato in letteratura, cerca solitamente di confutare il concetto di Dio mostrando che esso è inverificabile e senza significato.
- Il paradosso di Curry mostra come il concetto di causa prima, una delle forme più generali cui si può ricondurre l'idea di Dio, si rivela privo di significato quando si prova ad esprimerlo nel linguaggio formale della logica matematica.
- la teoria della relatività generale e lo spazio-tempo: se massa, spazio e tempo sono indissolubilmente legati in un continuo a quattro dimensioni; se, in altre parole, ognuno di queste tre grandezze fisiche non può esistere senza le altre due, allora la loro causa Comune deve essere immateriale, aspaziale e atemporale.[72]

### Argomentazioni induttive
Le argomentazioni induttive sostengono le loro conclusioni tramite il metodo induttivo.
- L'argomentazione atea-esistenzialista della non esistenza di un essere senziente perfetto, sostiene che poiché l'esistenza precede l'essenza, ne consegue dal significato del termine senziente che un essere senziente non può essere completo o perfetto. La questione viene affrontata da Jean-Paul Sartre in L'essere e il nulla. Secondo Sartre Dio sarebbe pour-soi [un essere per sé; un essere cosciente] che è anche en-soi [un essere in sé; una cosa]: il che è una contraddizione in termini. L'argomentazione viene riecheggiata nel romanzo di Salman Rushdie, Grimus: "Ciò che è completo è anche morto." Hegel nella Fenomenologia dello spirito sostiene che l'essere, come ogni cosa non pensata in relazione al suo contrario, come l'essere concepito come essere-per-sé, cade e diventa il suo contrario, appare identico al nulla. Tale movimento di pensiero è anche un movimento di essere, che trova nel divenire una sintesi superiore e successiva all'apparente identità di essere e nulla, che non è un'identità statica, ma un'identità dinamica, un evento nel pensiero che si ripete nell'essere.
- L'argomentazione del "nessun motivo" cerca di mostrare che un essere onnipotente o perfetto non avrebbe alcuna ragione di agire in alcun modo, in particolare creando l'universo, perché non avrebbe desideri, in quanto il concetto stesso di desiderio è soggettivamente umano. Siccome l'universo esiste, c'è una contraddizione, e quindi, un dio onnipotente non può esistere. Questa argomentazione viene sposata da Scott Adams nel libro God's Debris.

### Argomentazioni ontologiche
J. N. Findlay in un saggio del 1948 ha sostenuto che l'idea di Dio come essere necessario è impossibile perché il concetto di esistenza è contingente e quindi l'idea di un Essere necessario è contraddittoria.
Il suo saggio, che capovolge l'argomentazione dell'argomento di Anselmo d'Aosta nel Proslogion, ha suscitato reazioni critiche pubblicate sulla stessa rivista nel 1949.

### Contributi di scienziati

#### Stephen Hawking
Stephen Hawking afferma:
(Stephen Hawking e Leonard Mlodinow, The Grand Design, 2010)

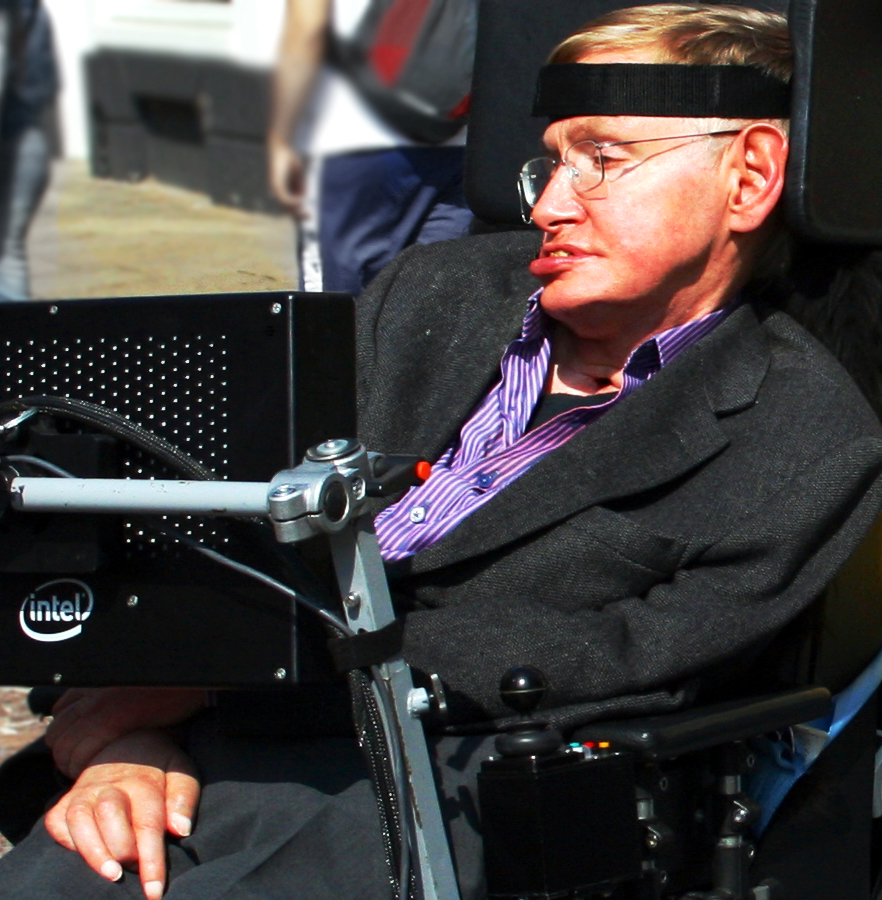
Hawking a Cambridge nel 2008

Hawking sostenne da diversi anni l'ateismo, sebbene in passato abbia manifestato interesse per una visione panteista e non trascendente come quella di Albert Einstein, ad esempio nel capitolo finale del suo libro Dal Big Bang ai buchi neri. Egli sostiene, in un articolo del 2010, che Dio non può conciliarsi con la scienza e non è correlato col nostro mondo. Nei suoi libri non specifica mai se creda o meno nell'esistenza di un Dio o di un'altra entità superiore: in The Grand Design, scritto insieme al fisico Leonard Mlodinow, ha elaborato una teoria cosmologica che intende spiegare l'origine dell'universo, il quale, come dichiara lo scienziato in un'intervista sul Times, "non è stato creato da Dio". Hawking fino al giorno della sua morte si dichiarò ateo.
Anche riguardo al rapporto tra religione e scienza, Hawking sostenne che non sono conciliabili, in quanto come ha dichiarato sempre sul Times: "c'è una fondamentale differenza tra la religione, che è basata sull'autorità, e la scienza, che è basata su osservazione e ragionamento. E la scienza vincerà perché funziona". Nel 2011 ha dichiarato di non credere, a livello strettamente personale e senza farne una verità assoluta, nell'esistenza di un Dio creatore (senza esprimersi sulle religioni che invece non parlano di "creazione"), perché non è necessario per spiegare l'universo, e siccome prima del Big Bang non esisteva il tempo (come non esiste all'interno di un buco nero), non sarebbe esistito nemmeno il tempo per creare l'universo, oltre al fatto che, a livello subatomico le particelle elementari quantistiche, come quella che ha dato origine all'universo, possono apparire e scomparire spontaneamente.
Egli affermò che questa fosse la spiegazione più semplice, proprio per lo stesso motivo per cui una malattia che è derivata da una causa fisica non ha bisogno di una metafisica per spiegarla, portando ad esempio la propria situazione personale. Allo stesso tempo non ha mai escluso la teoria del multiverso, ossia la possibilità di più universi, ognuno con la sua relativa nascita e le sue leggi fisiche peculiari. Hawking, nonostante non fosse un credente, è stato membro della Pontificia accademia delle scienze.
Hawking rispose a queste obiezioni dicendo che non c'è bisogno di un creatore per creare le leggi fisiche, in quanto semplicemente esse esistono intrinsecamente alla materia, sempre esistente sotto qualche forma oppure apparsa dal nulla prima di tutto, ma non esistendo allora lo spaziotempo si può dire che essa deriva da un istante senza tempo, un eterno presente, come quello dell'orizzonte degli eventi.

#### Jacques Monod
Scrive Jacques Monod nel 1970 chiudendo il saggio Il caso e la necessità:
(Jacques Monod, Il caso e la necessità, Mondadori, pp.163-164.)

#### Lee Smolin
Scrive Lee Smolin nel 1997:
(Lee Smolin, La vita del cosmo, Einaudi 1998, p.382.)

## Sintesi riassuntiva
Le posizioni di fronte all'esistenza o all'inesistenza di Dio possono essere schematicamente divise in tre campi: teiste, atee e agnostiche.
- per il teismo, esistono ragioni sufficienti per credere nell'esistenza di Dio o di divinità;
- per l'ateismo non esistono ragioni sufficienti o necessarie per affermare l'esistenza di Dio o di divinità; oppure, l'esistenza di Dio o di divinità è un impossibile dal punto di vista logico od ontologico;
- per l'agnosticismo l'esistenza di Dio è inconoscibile, oppure essa non è attualmente conosciuta.

All'interno del teismo si possono distinguere il monoteismo, il panteismo e il deismo.
Il teismo e l'ateismo si contrappongono portando a sostegno tesi per lo più logico-dialettiche sino al XIX secolo, dal XX anche ontologiche. Entrambi i campi possono essere a loro volta divisi in due gruppi ognuno, basati sul convincimento che la propria posizione sia o meno dimostrata definitivamente dalle argomentazioni.